# Biserica reformată din Moșuni
Biserica reformată din Moșuni este un monument istoric aflat pe teritoriul satului Moșuni al orașului Miercurea Nirajului. În Repertoriul Arheologic Național, monumentul apare cu codul 118334.03.

## Localitatea
Moșuni (în maghiară Székelymoson) este o localitate componentă a orașului Miercurea Nirajului din județul Mureș, Transilvania, România. Prima menționare documentară a satului Moșuni este din anul 1446. 

## Biserica
Actuala biserică a așezării a fost ridicată între anii 1780 și 1790 cu sprijinul contelui Haller Zsigmond și al soției sale Krisztina.  Este construită în stil baroc-rococo târziu și are dimensiunile de 12,7x8,6 metri. Inscripția de pe coroana amvonului este: „GRÓF TOLDALAGI KRISTSINA TSINÁLTATTA ANNO 1793”. În centru, stema familiei Toldalagi și mențiunea: „G T K ANNO 1793”. 
Pe fațadele băncilor se află stemele sculptate în lemn ale familiilor Haller și Toldalagi. Băncile pentru copii sunt unice în zonă. Clopotul mic a fost turnat în 1662, clopotul folosit în prezent a fost făcut în 1943.
Între 1995 și 2000 au fost făcute reparații majore ale bisericii. În 2011 a fost finalizat sistemul de drenaj din jurul bisericii. În 2012 biserica a fost acoperită din nou și a fost îndepărtată tencuiala de ciment.

## Imagini din exterior

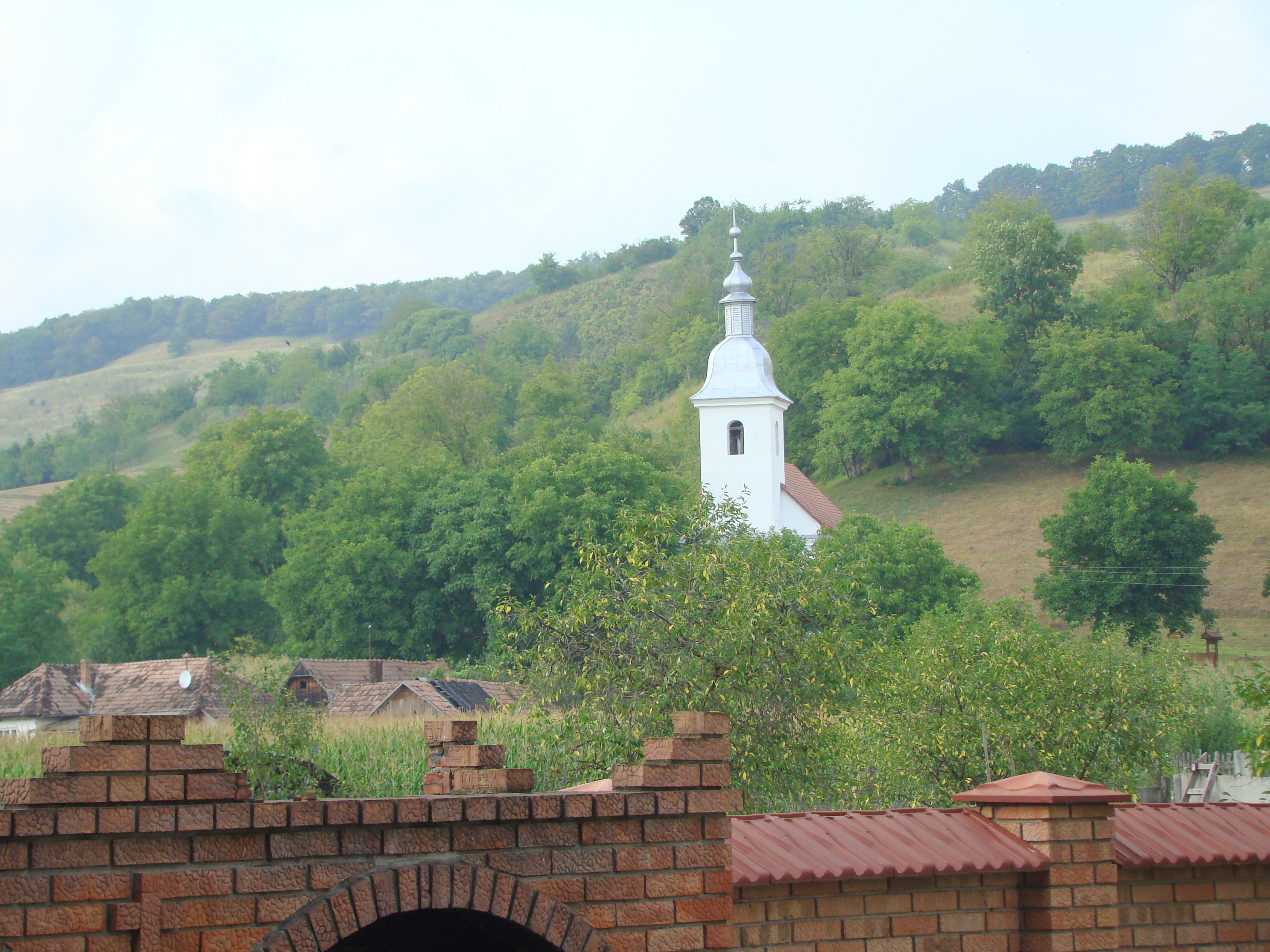
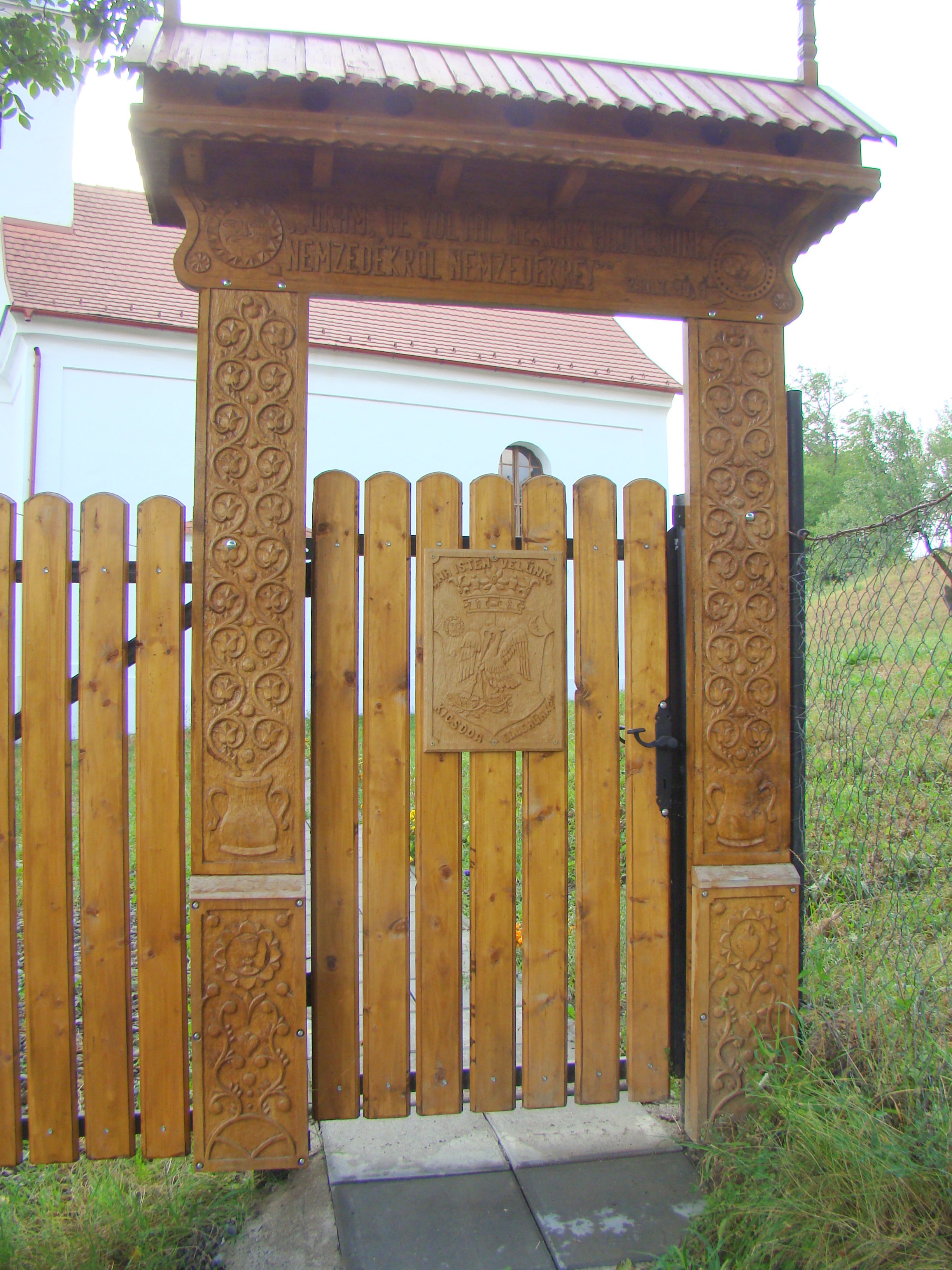
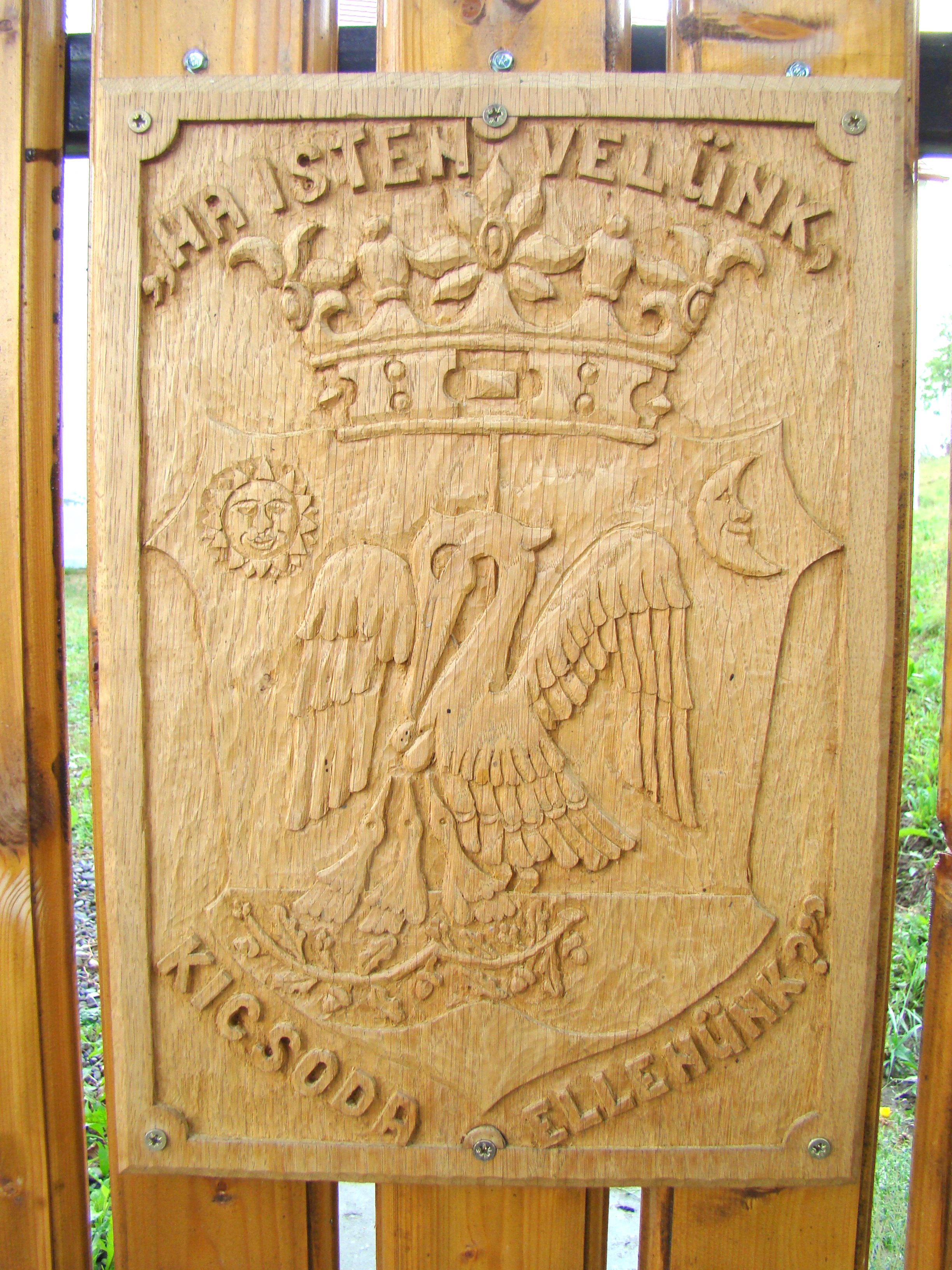
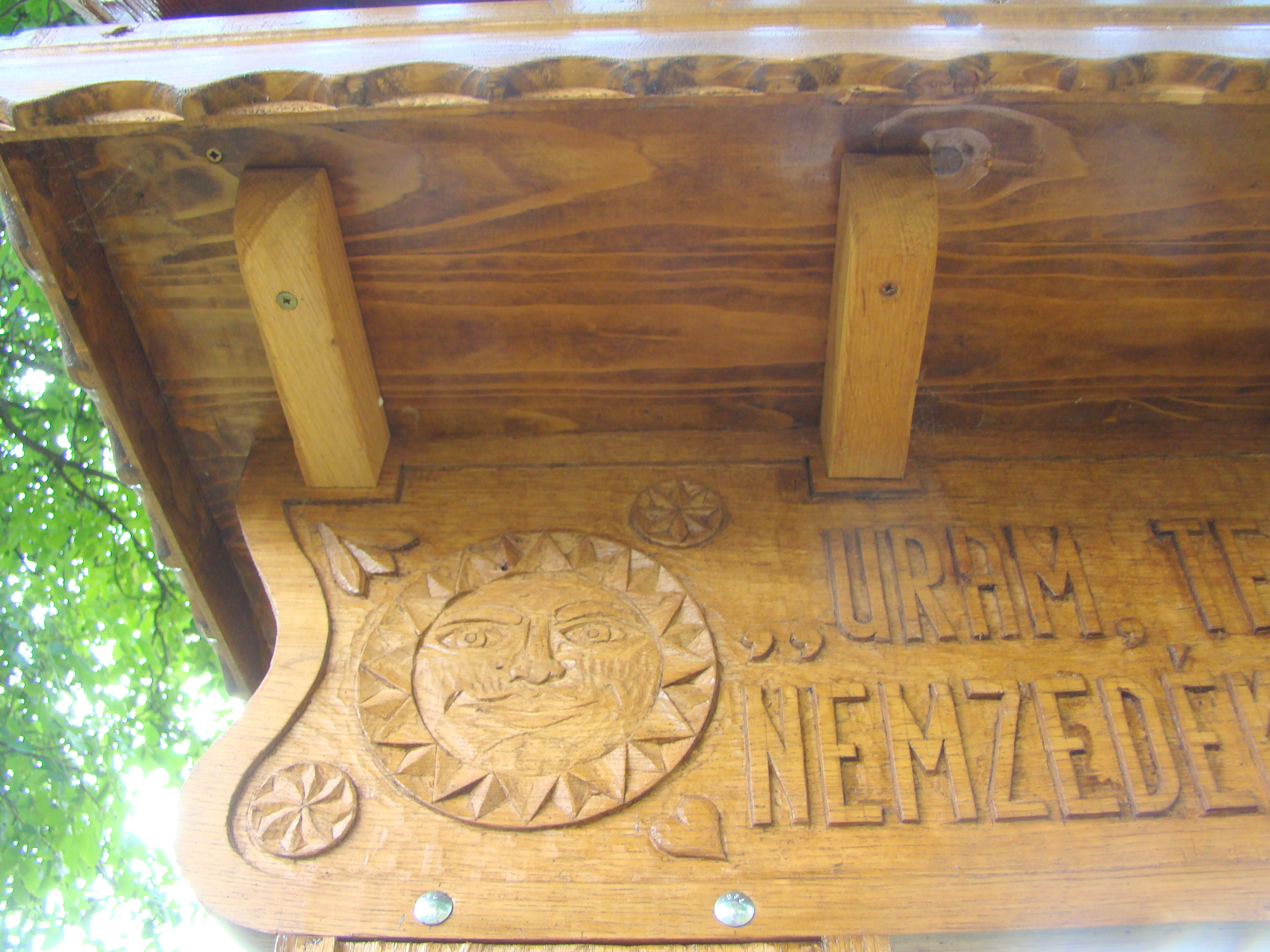
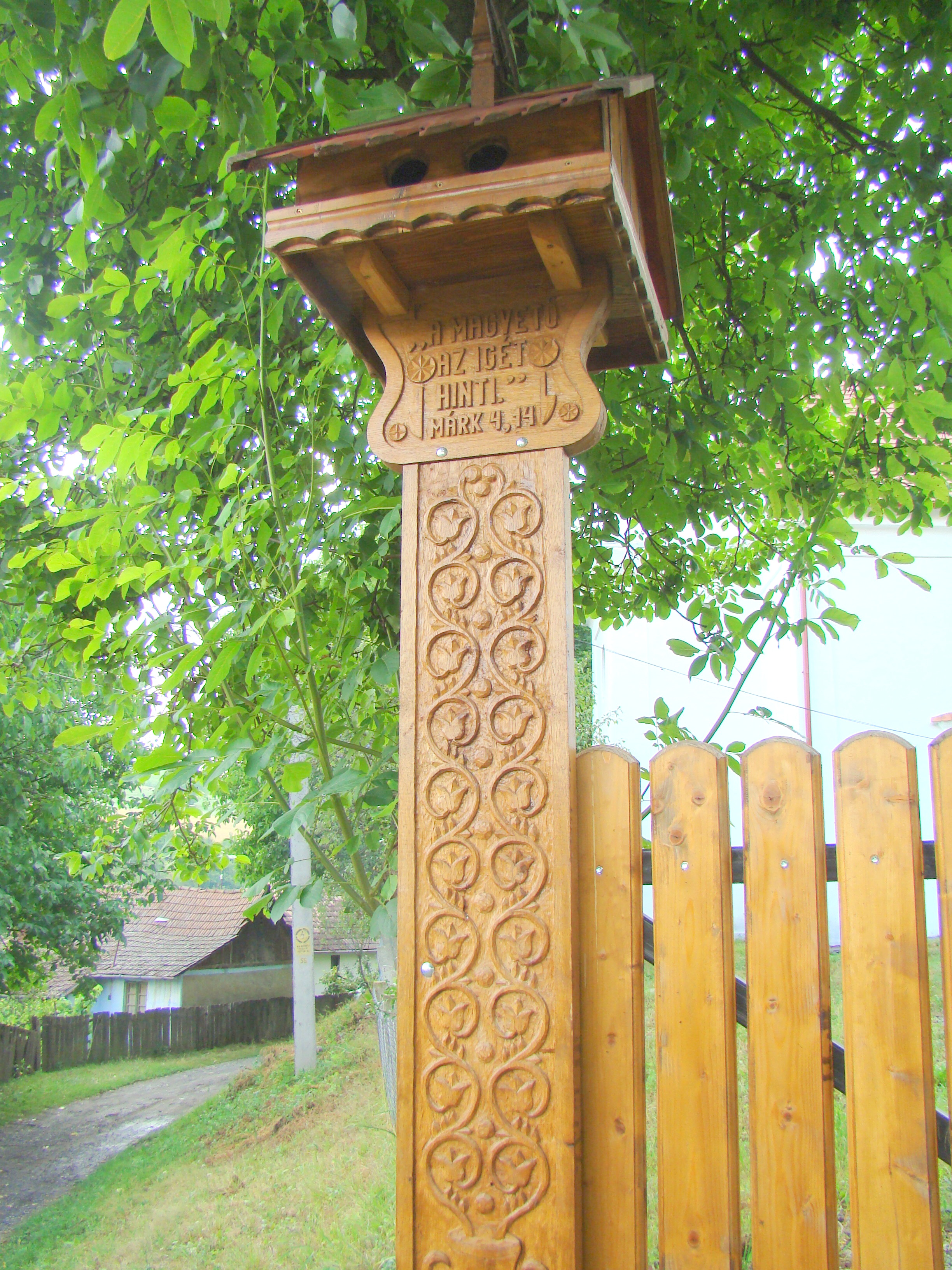
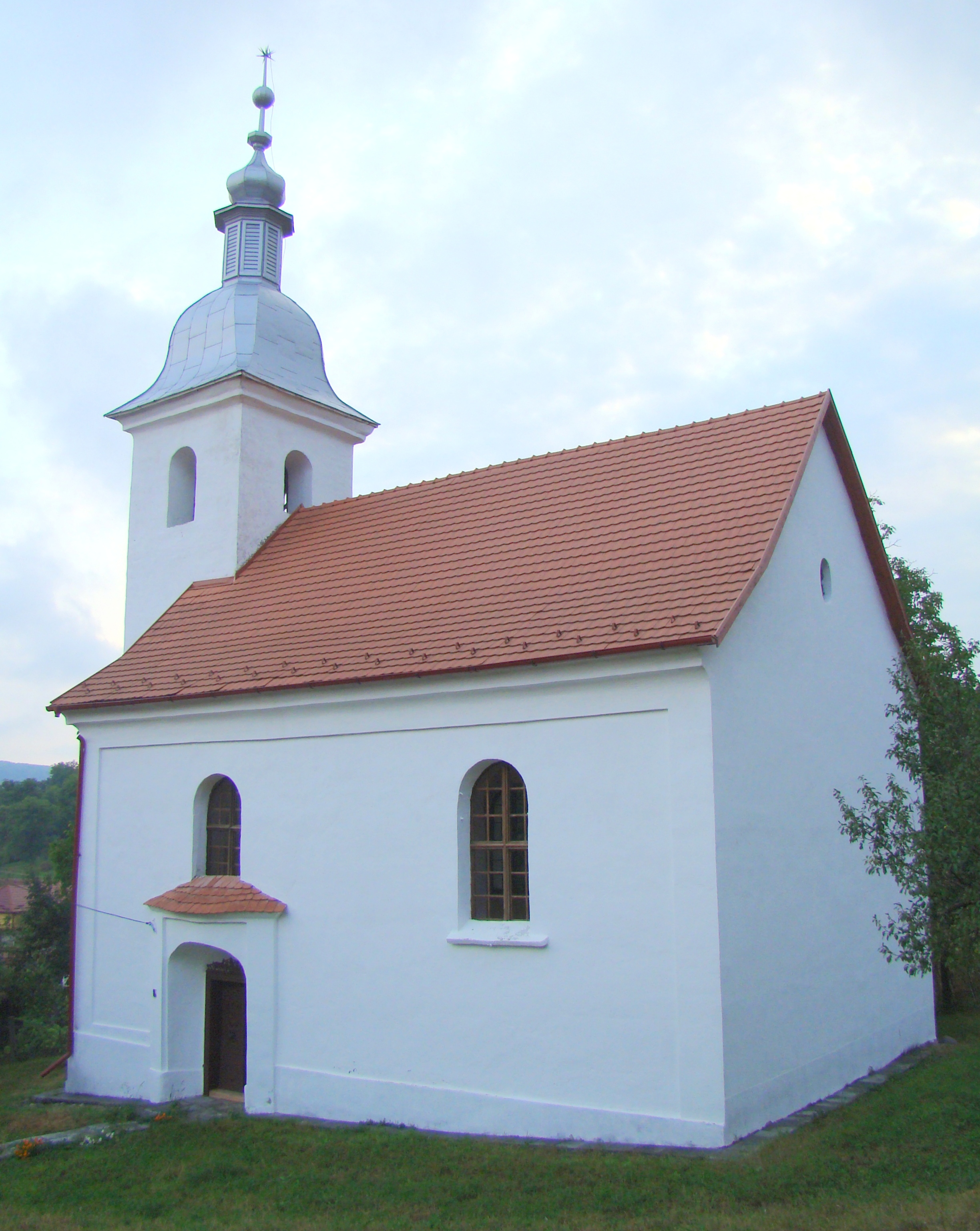
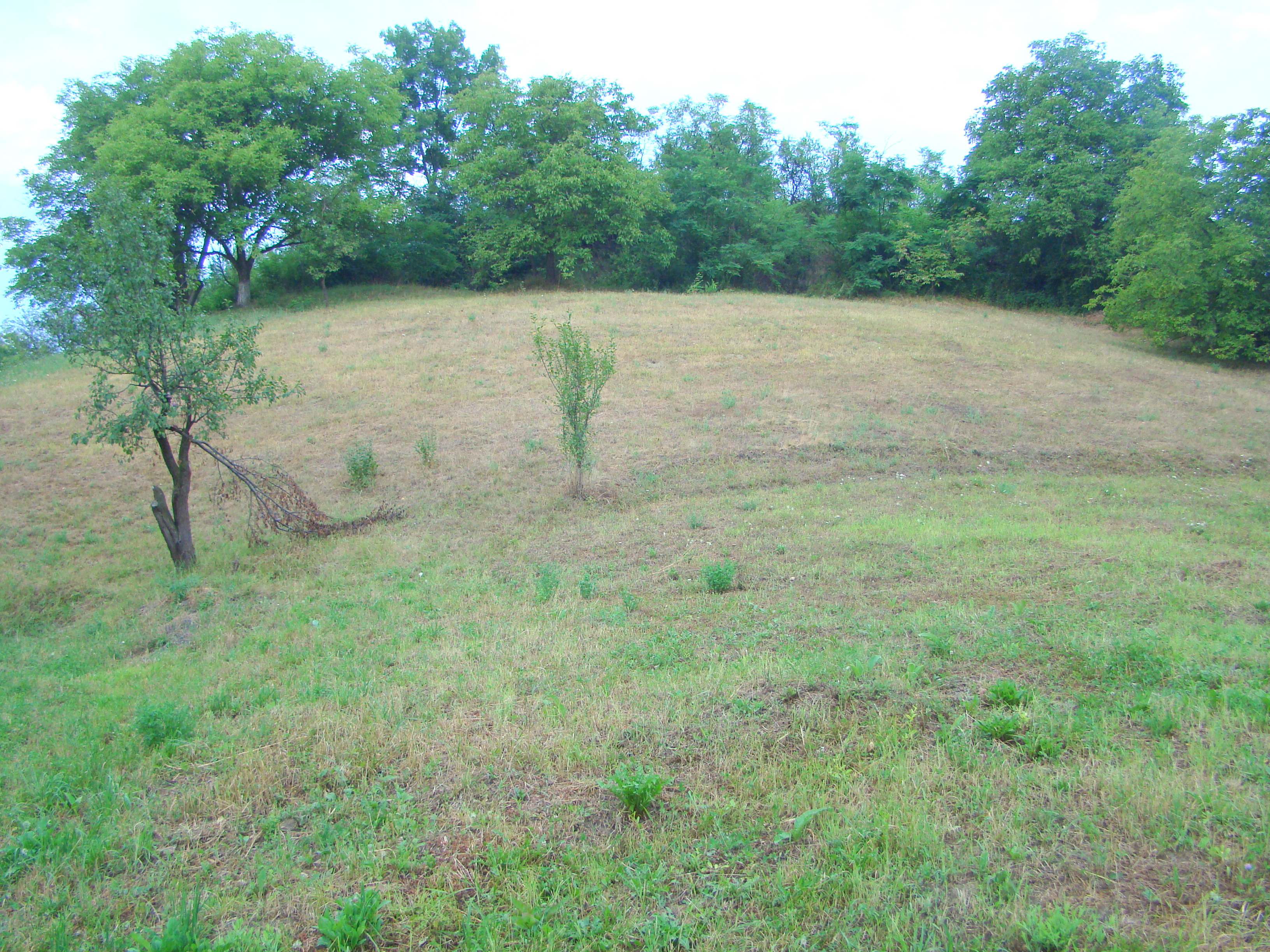
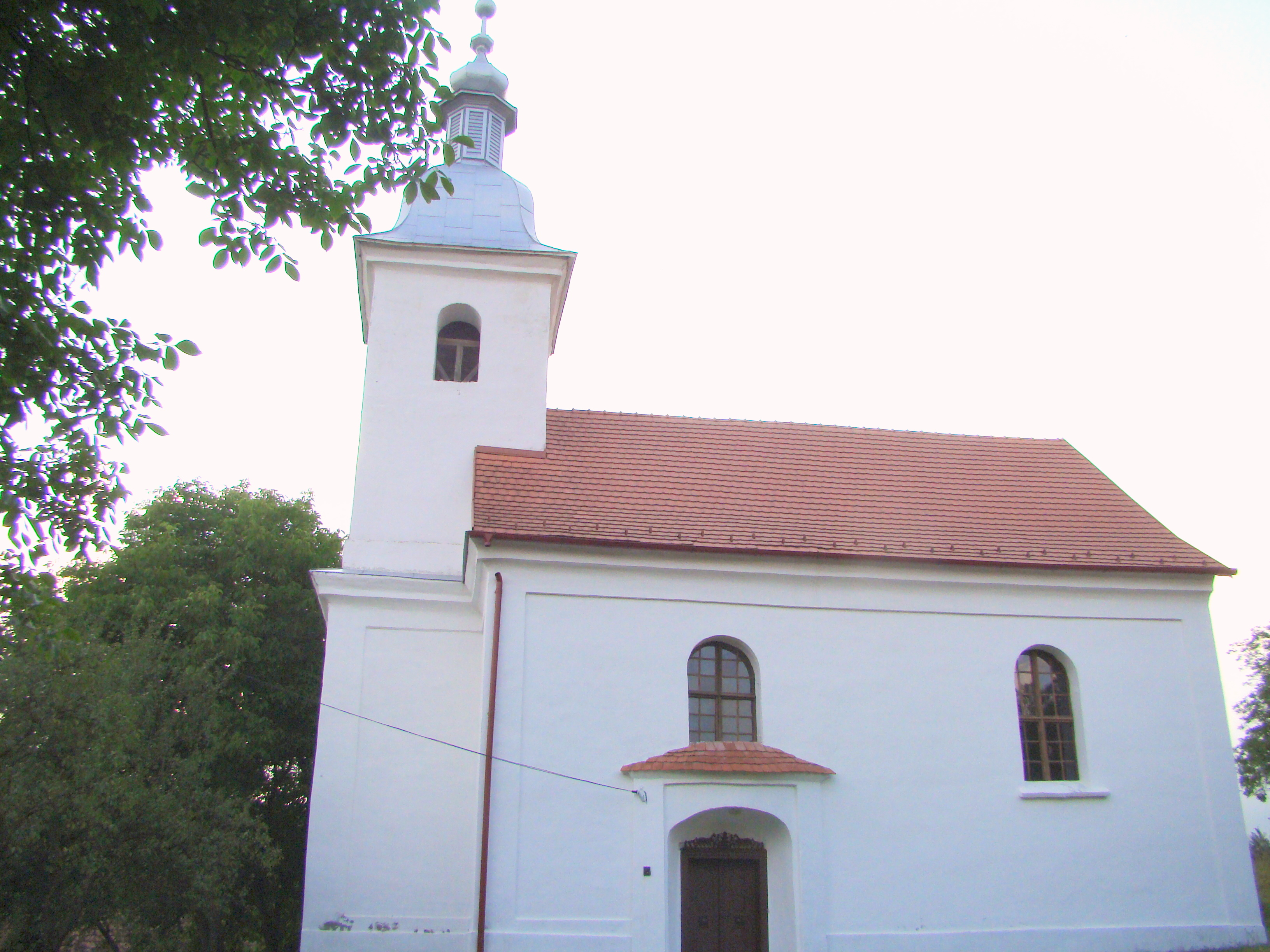
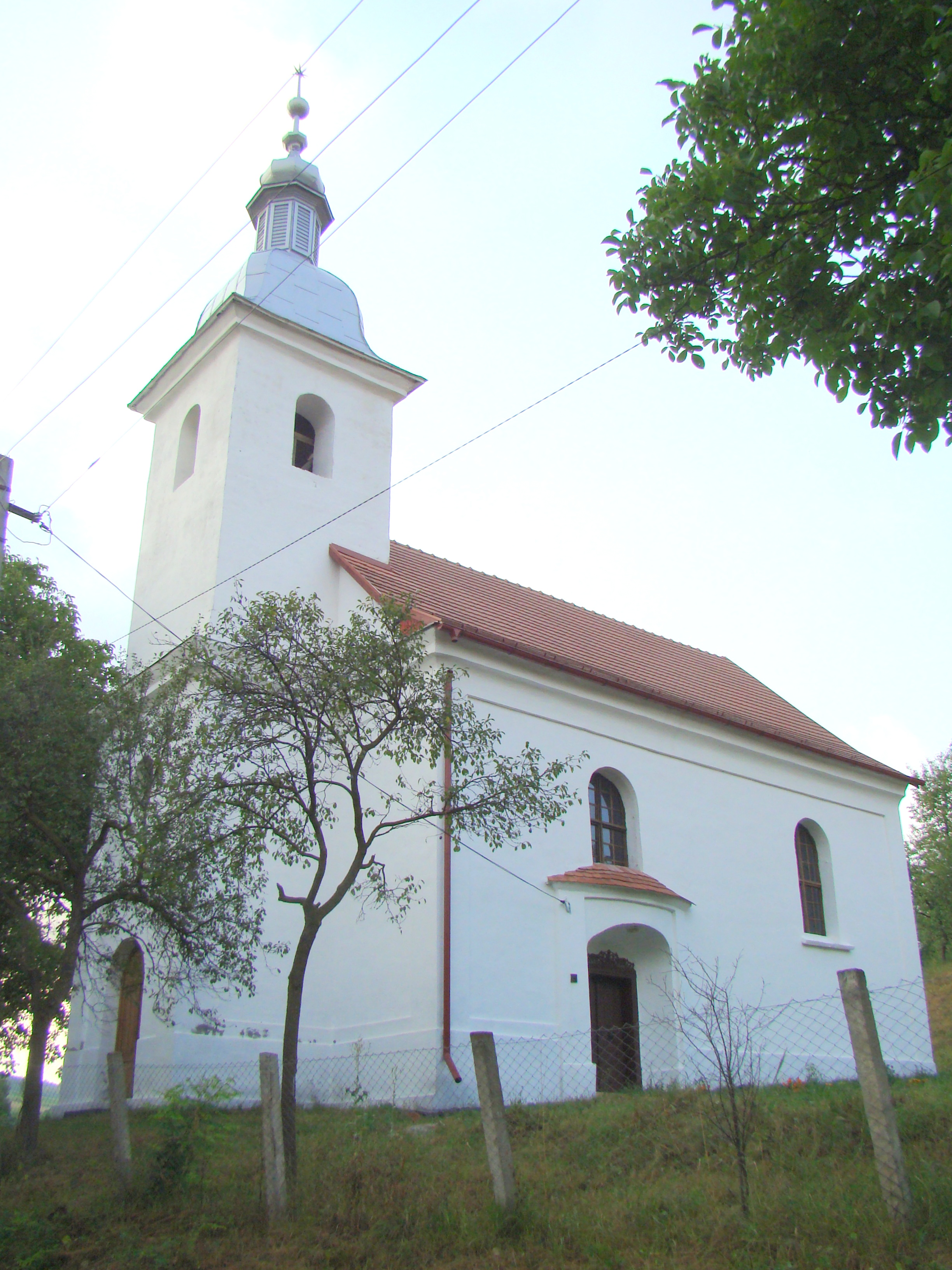
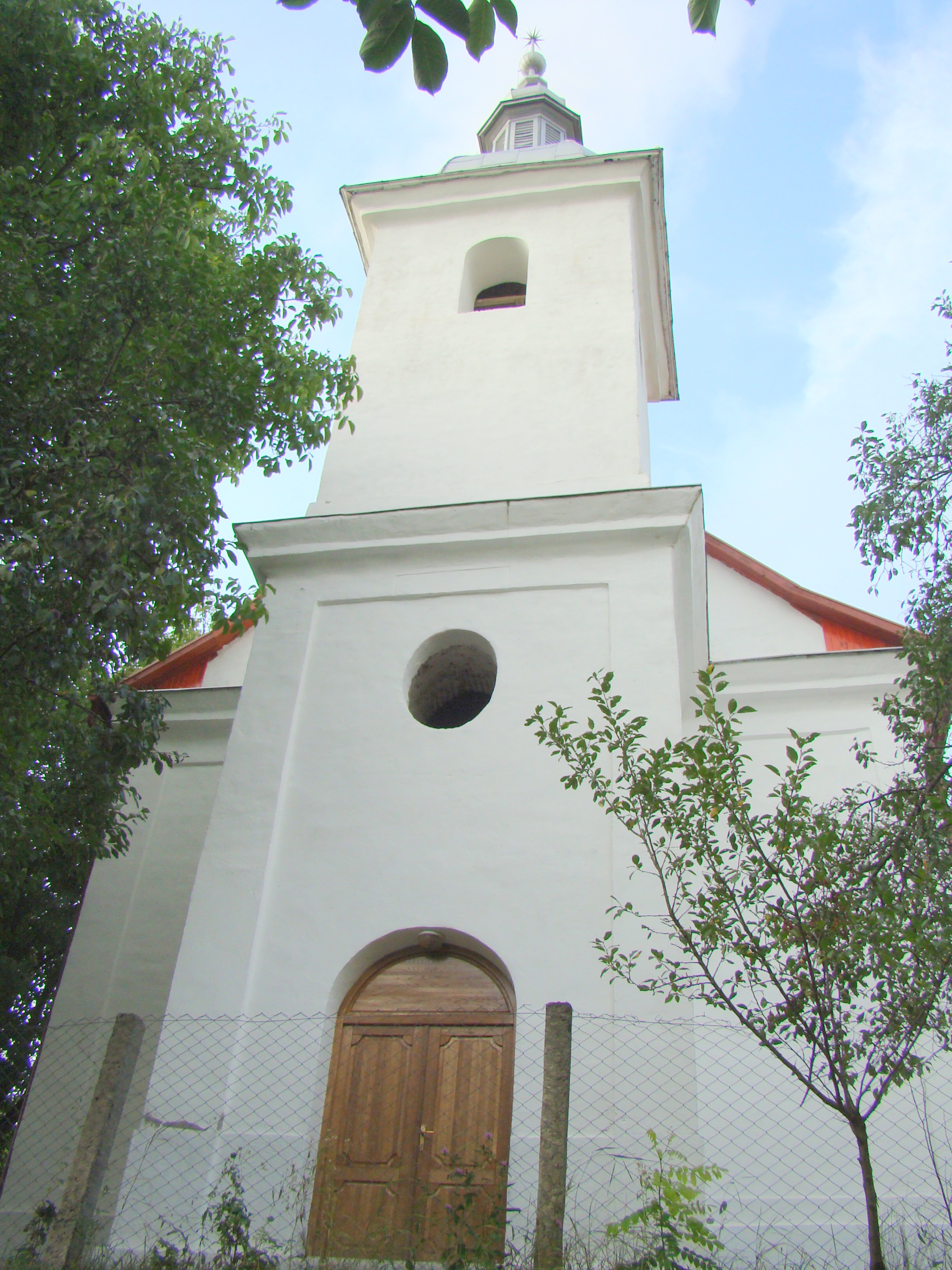
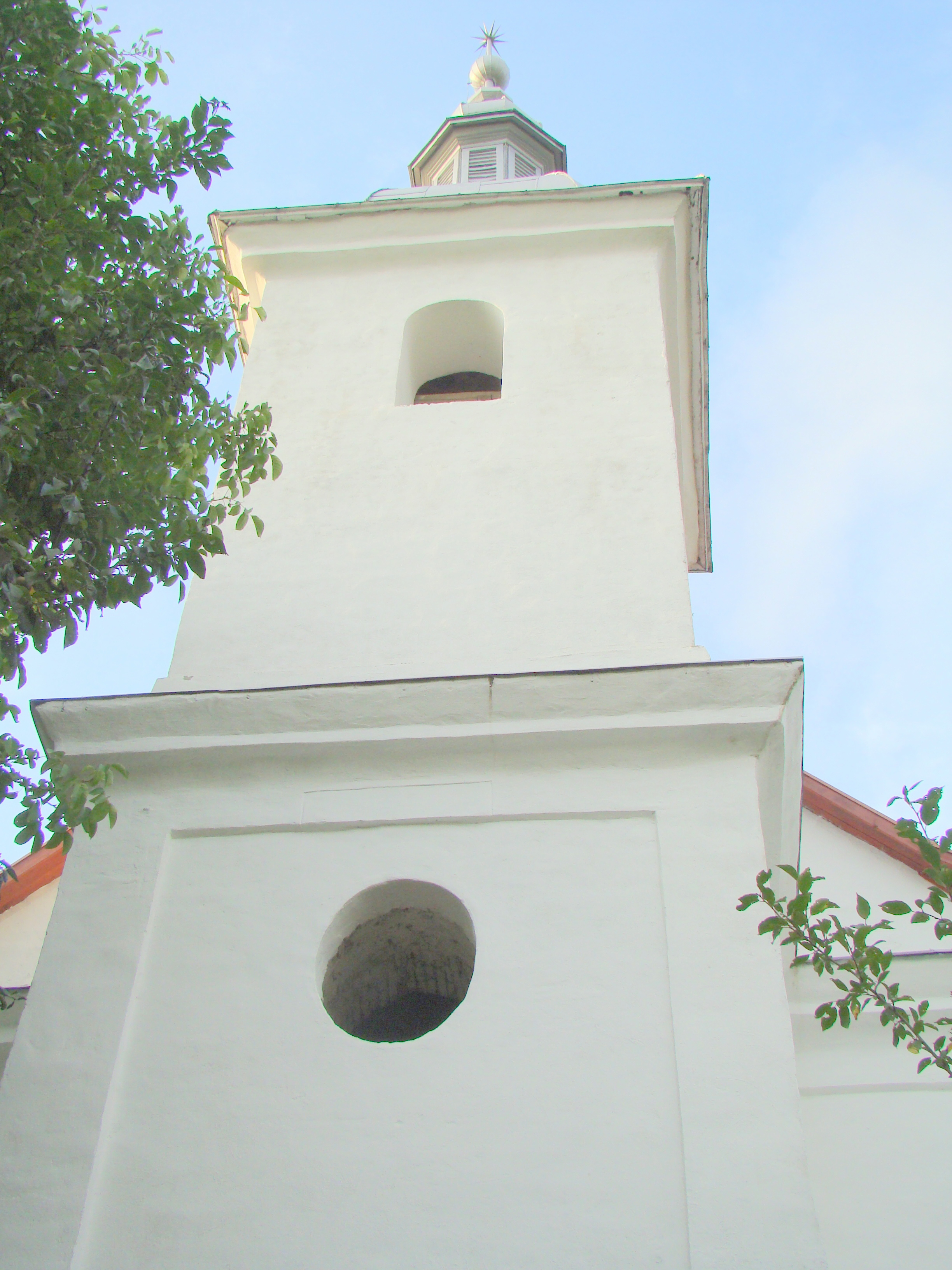
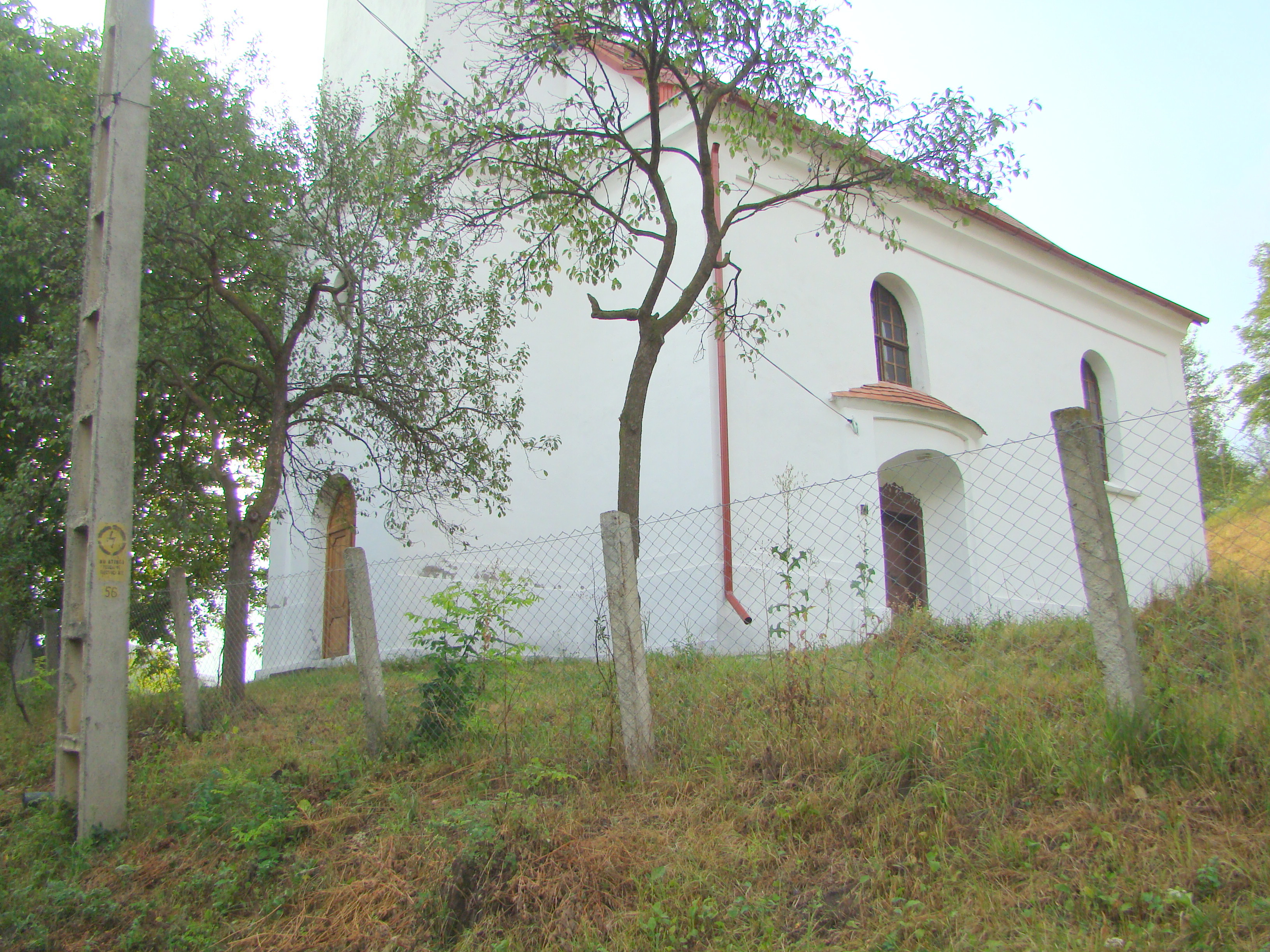
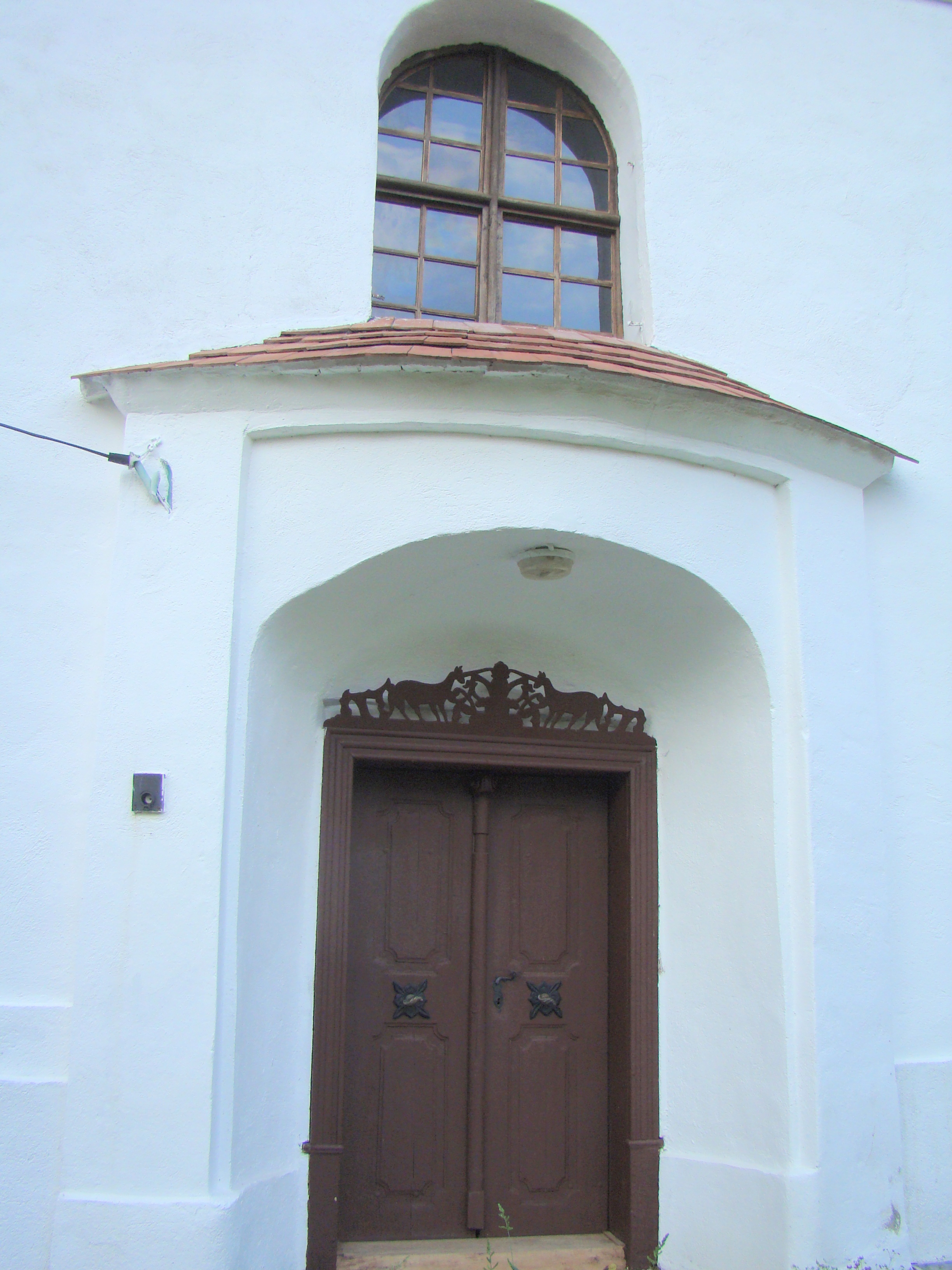
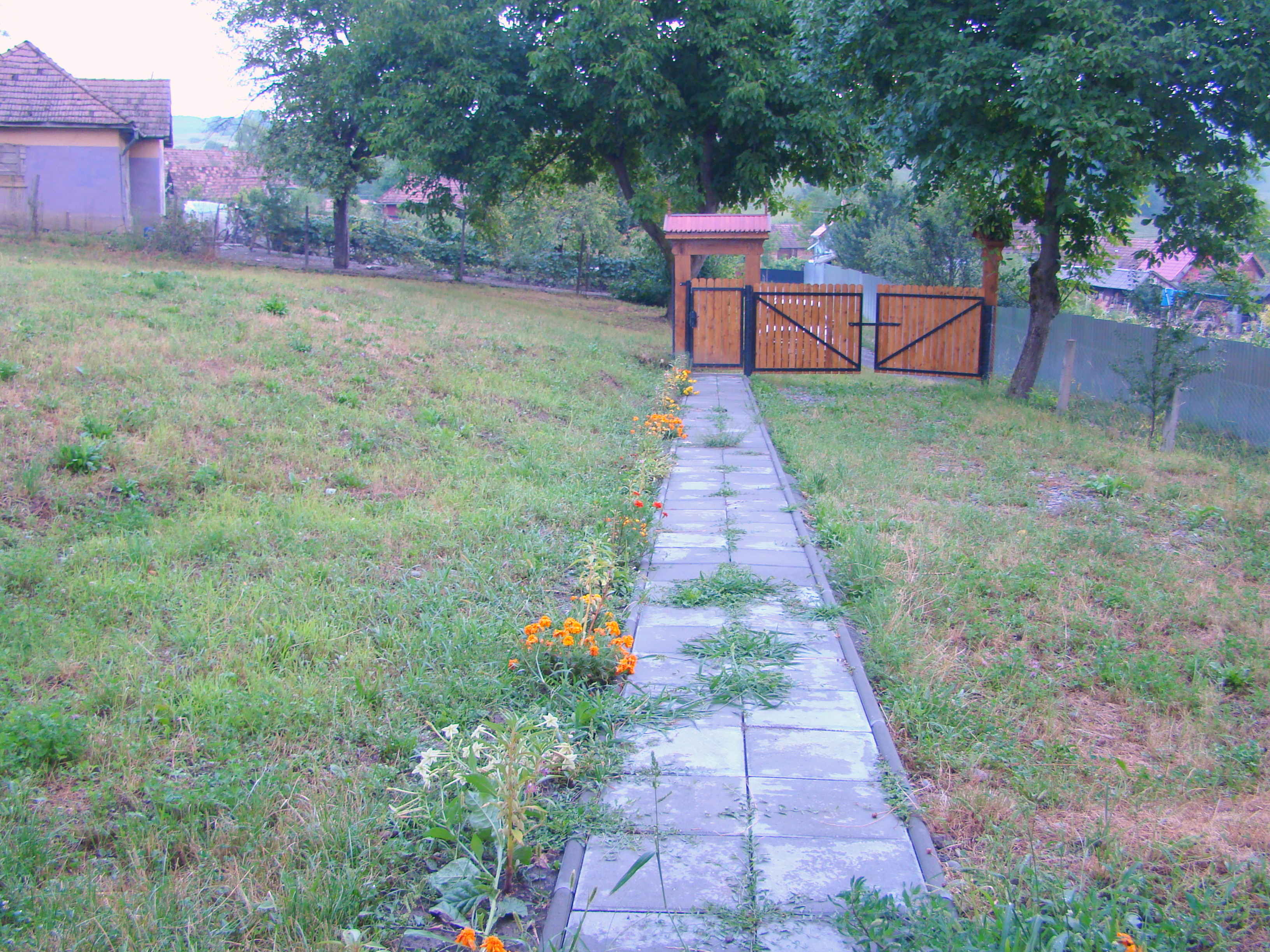

## Imagini din interior

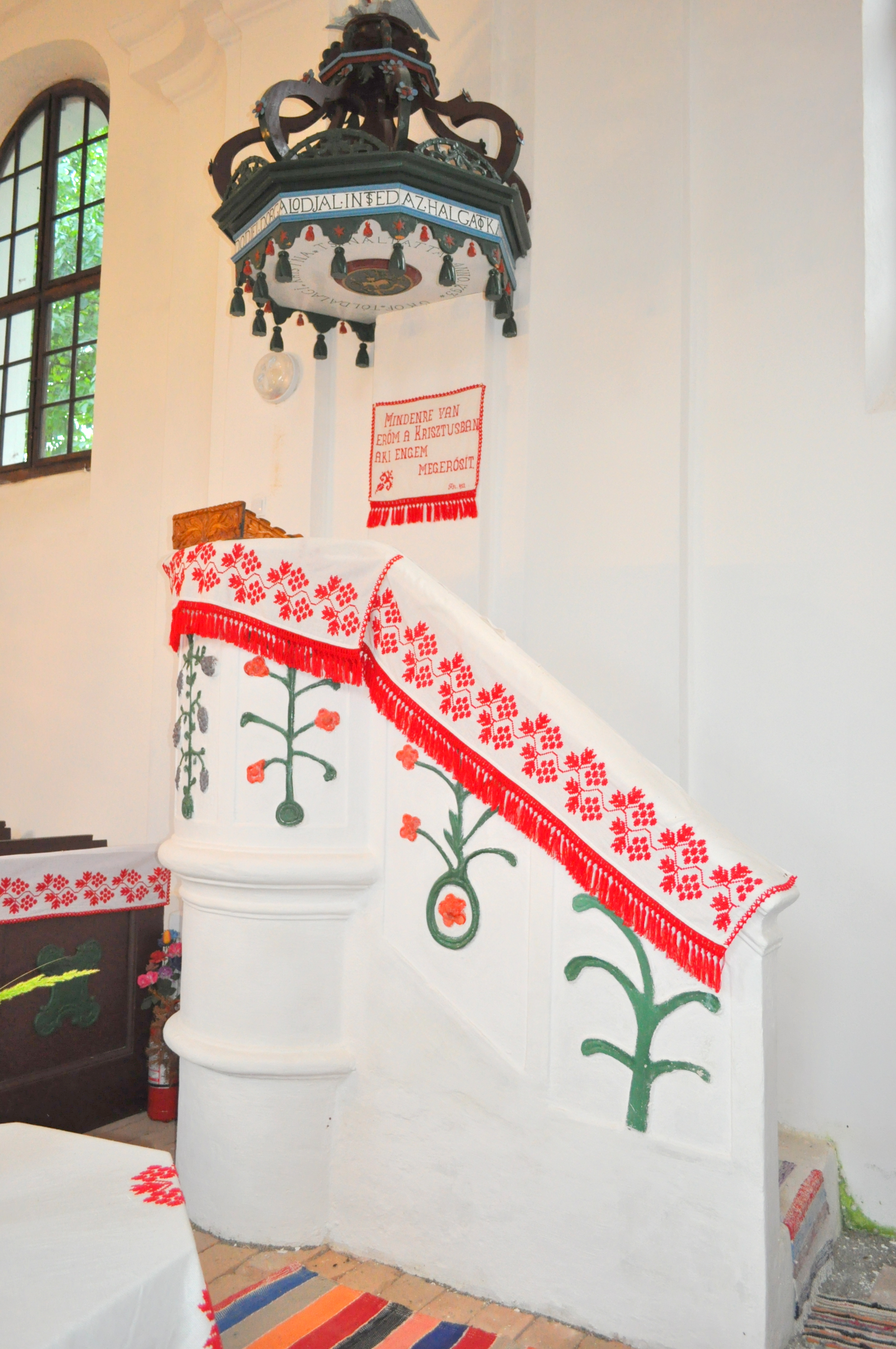
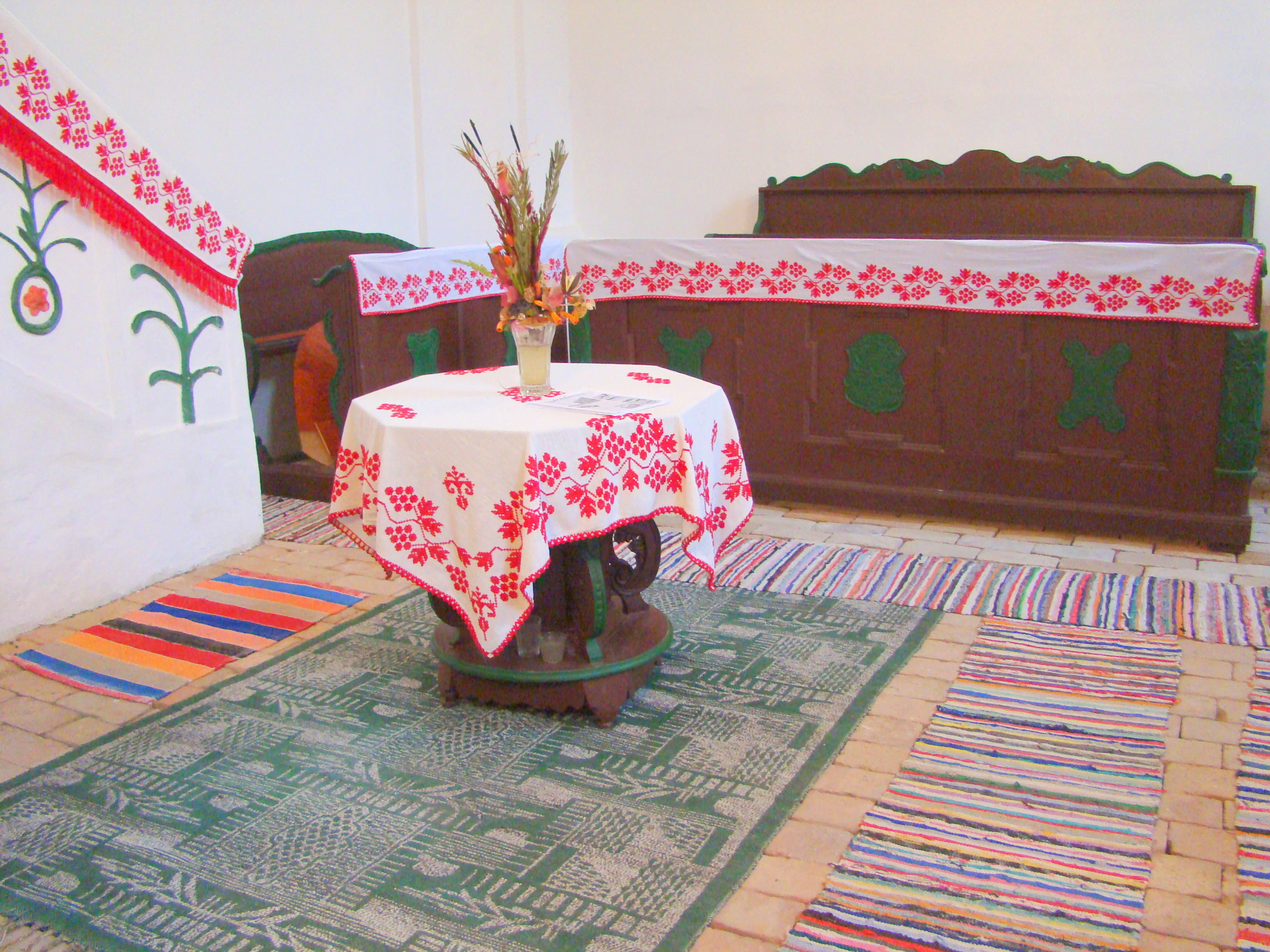
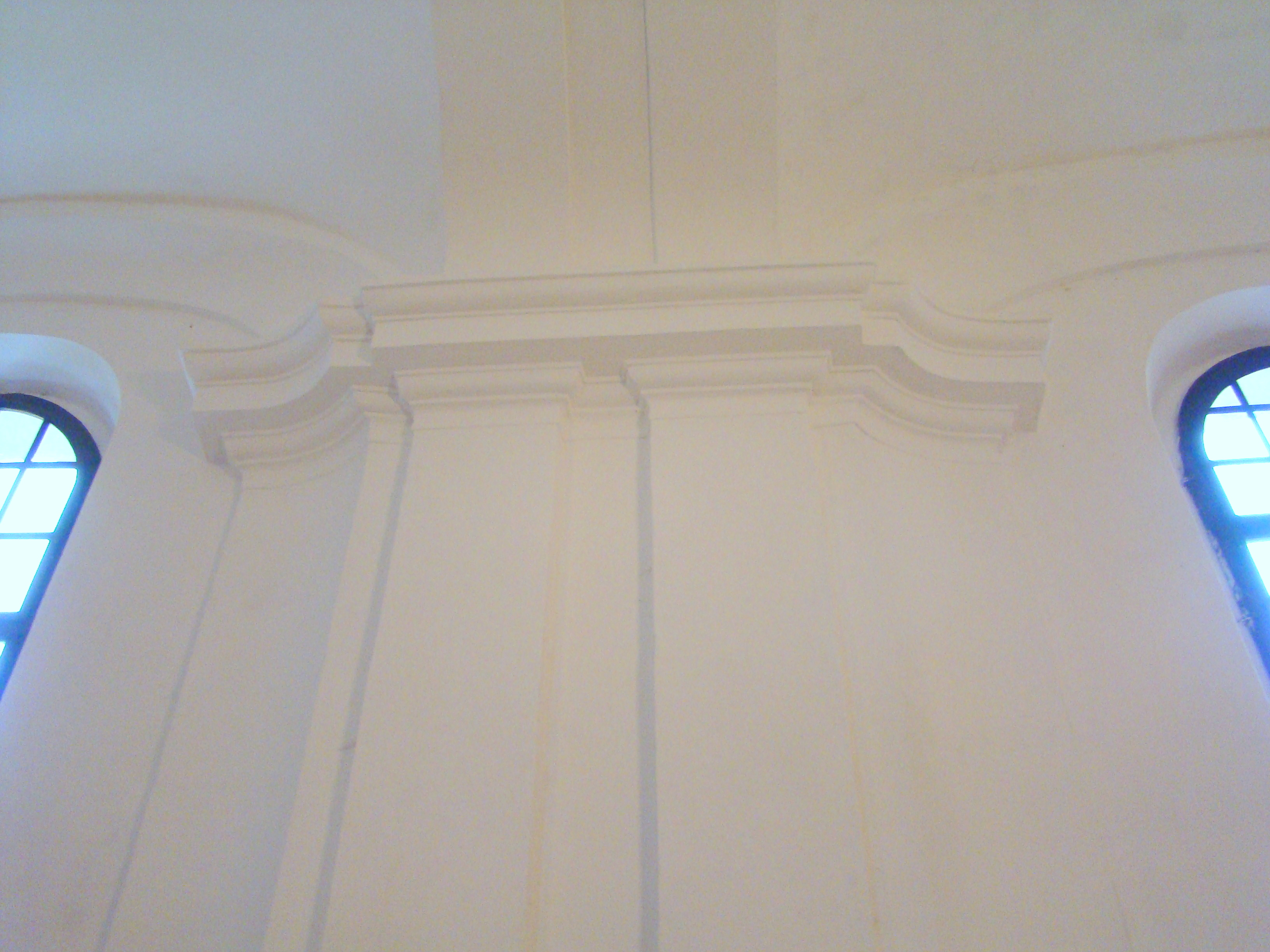
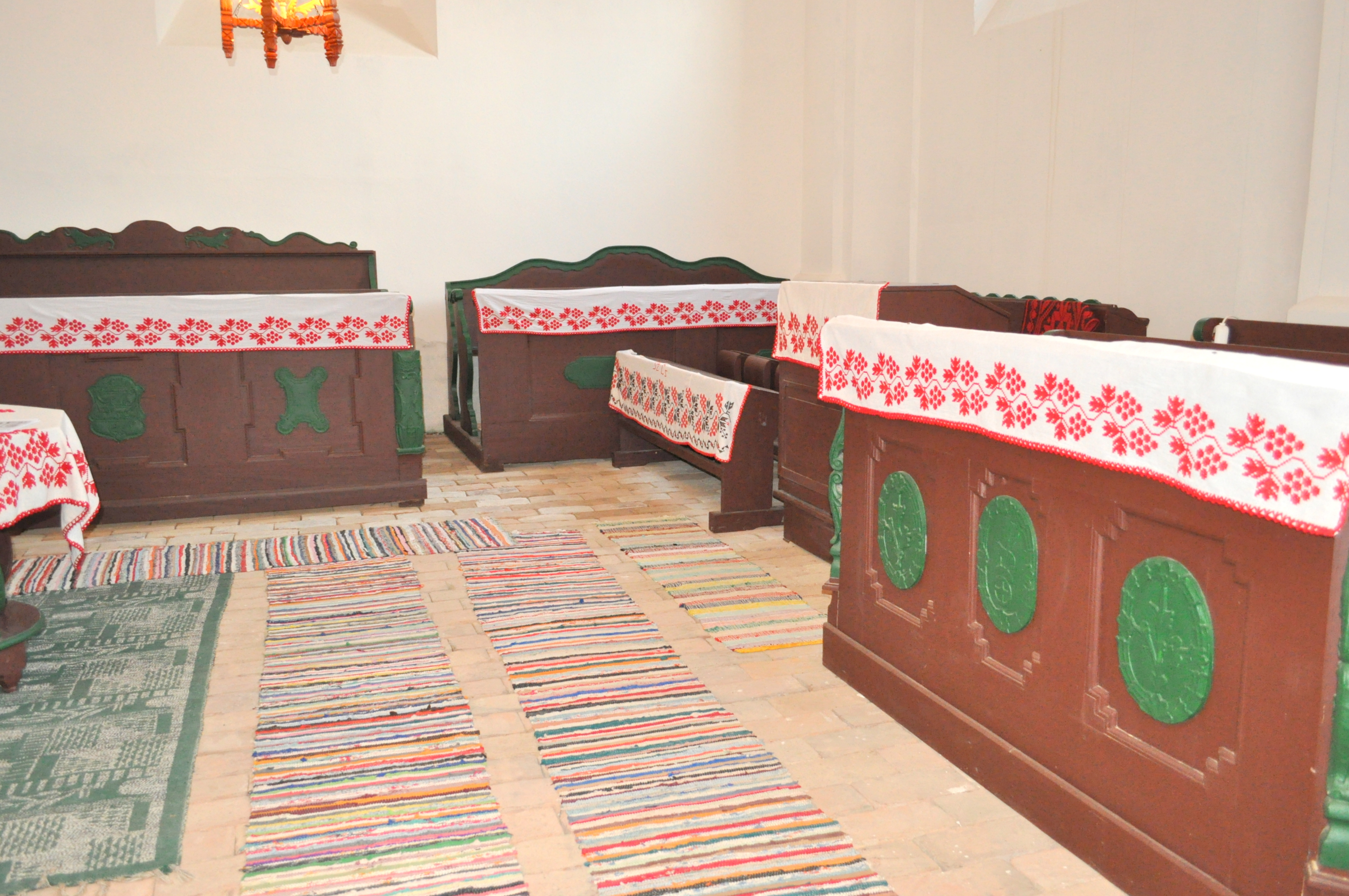
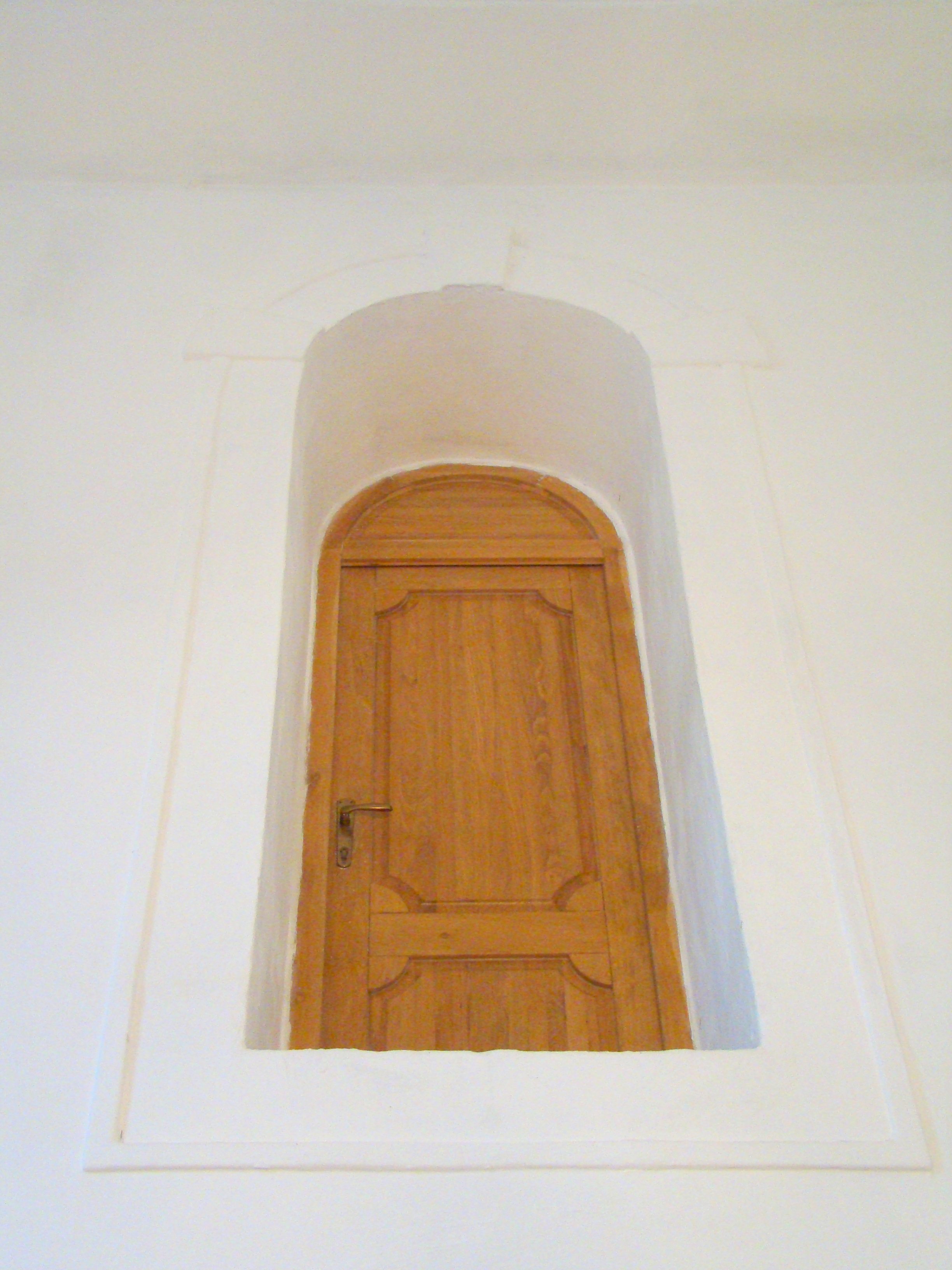
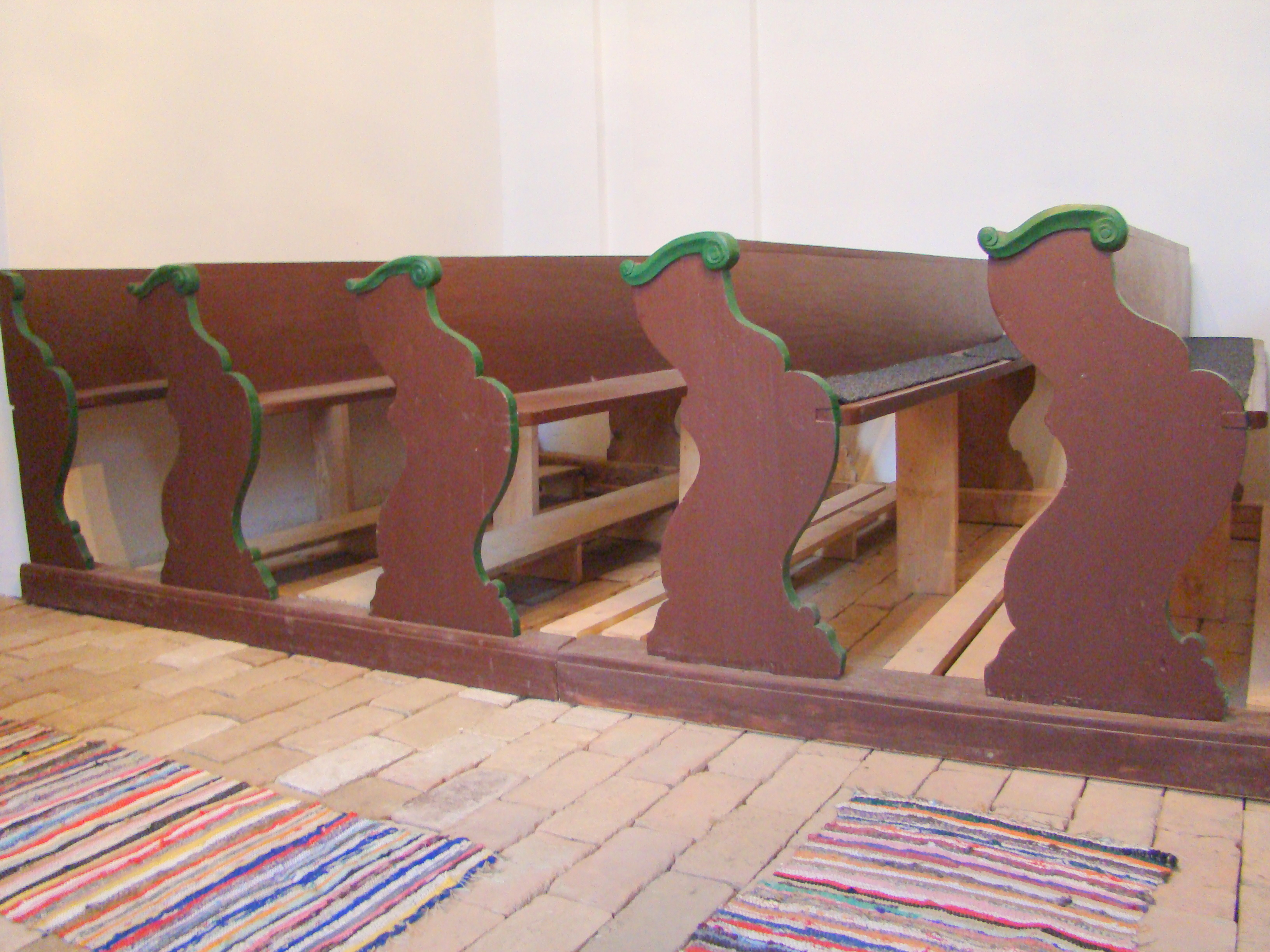
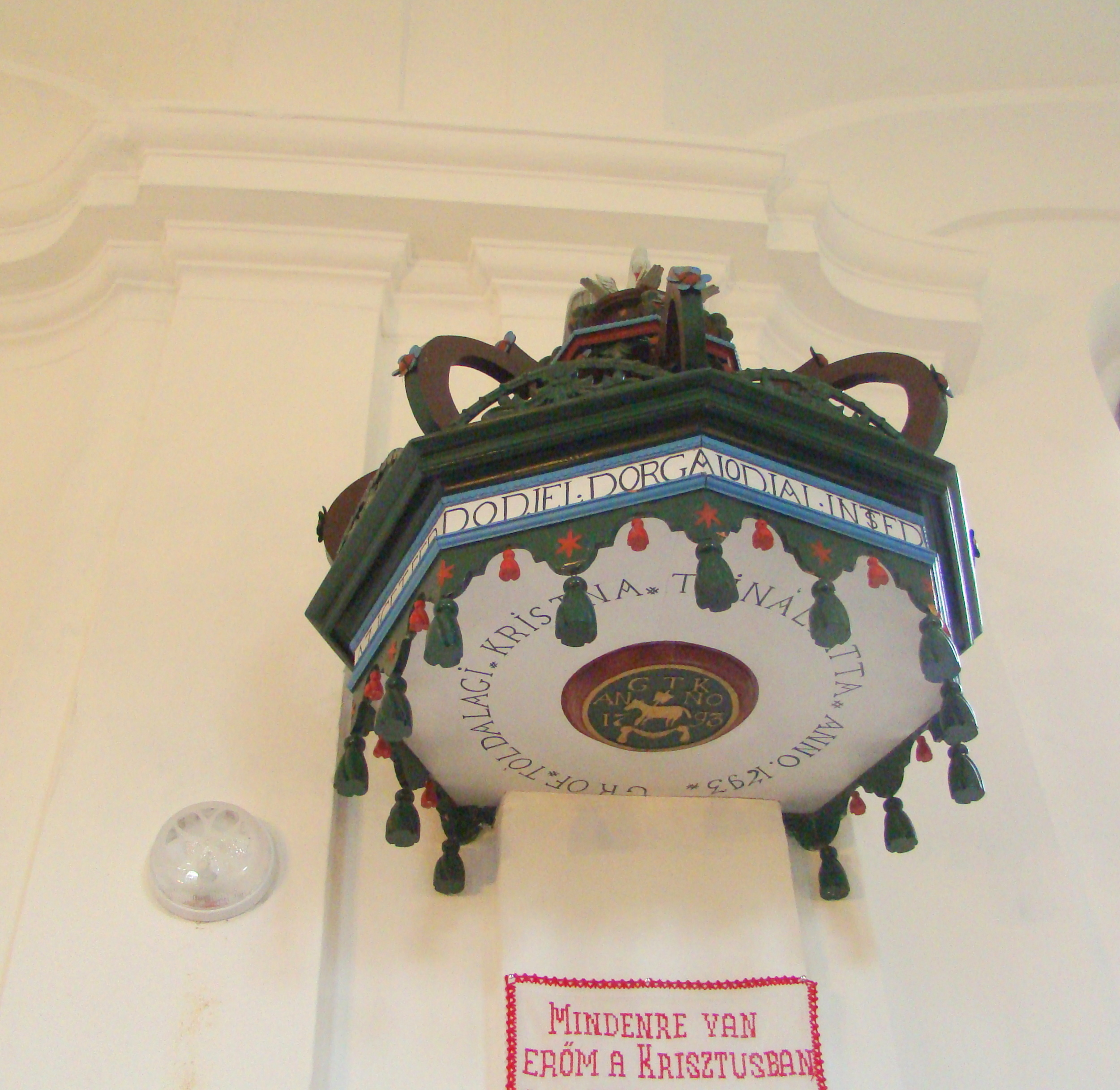
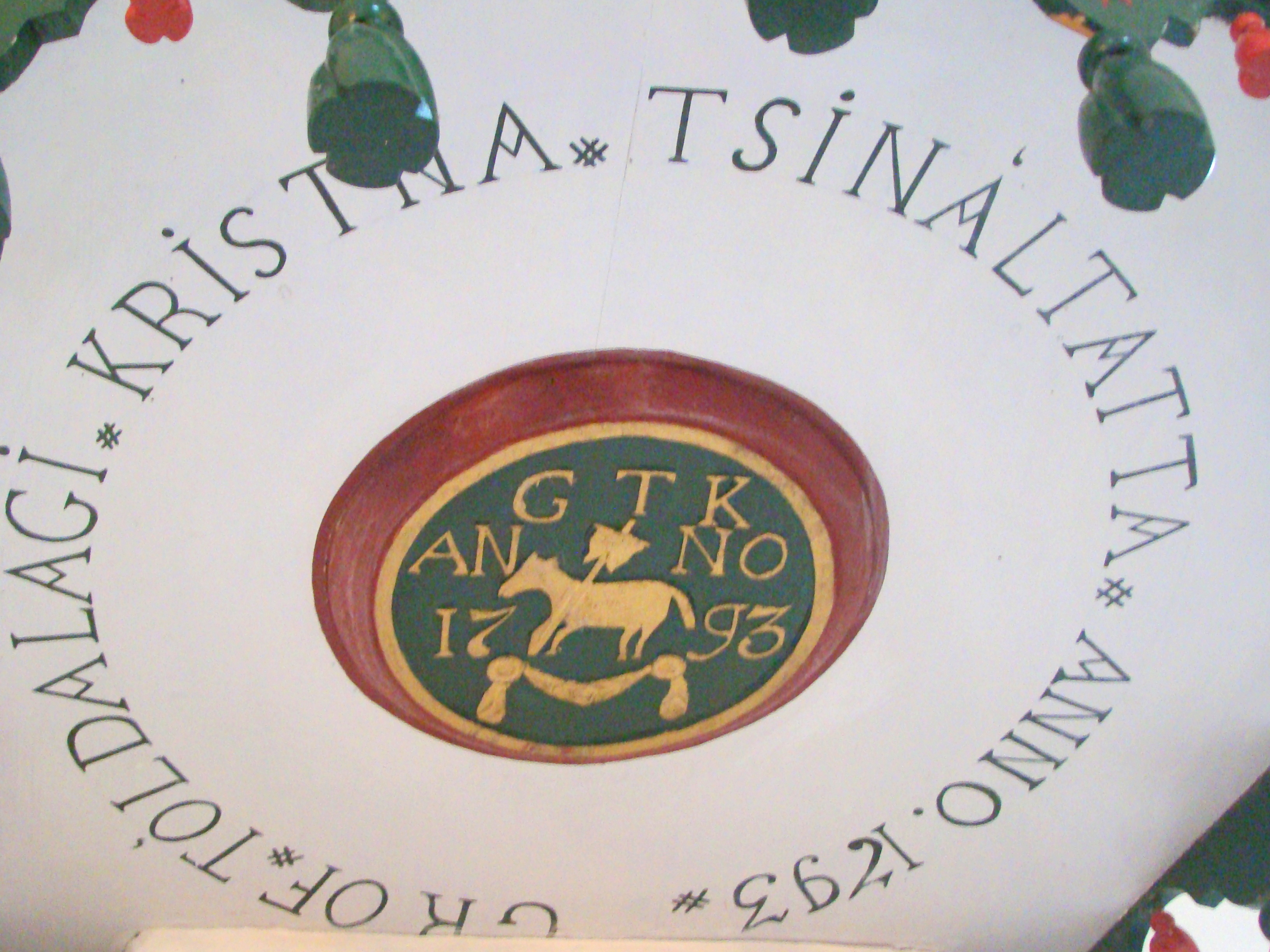
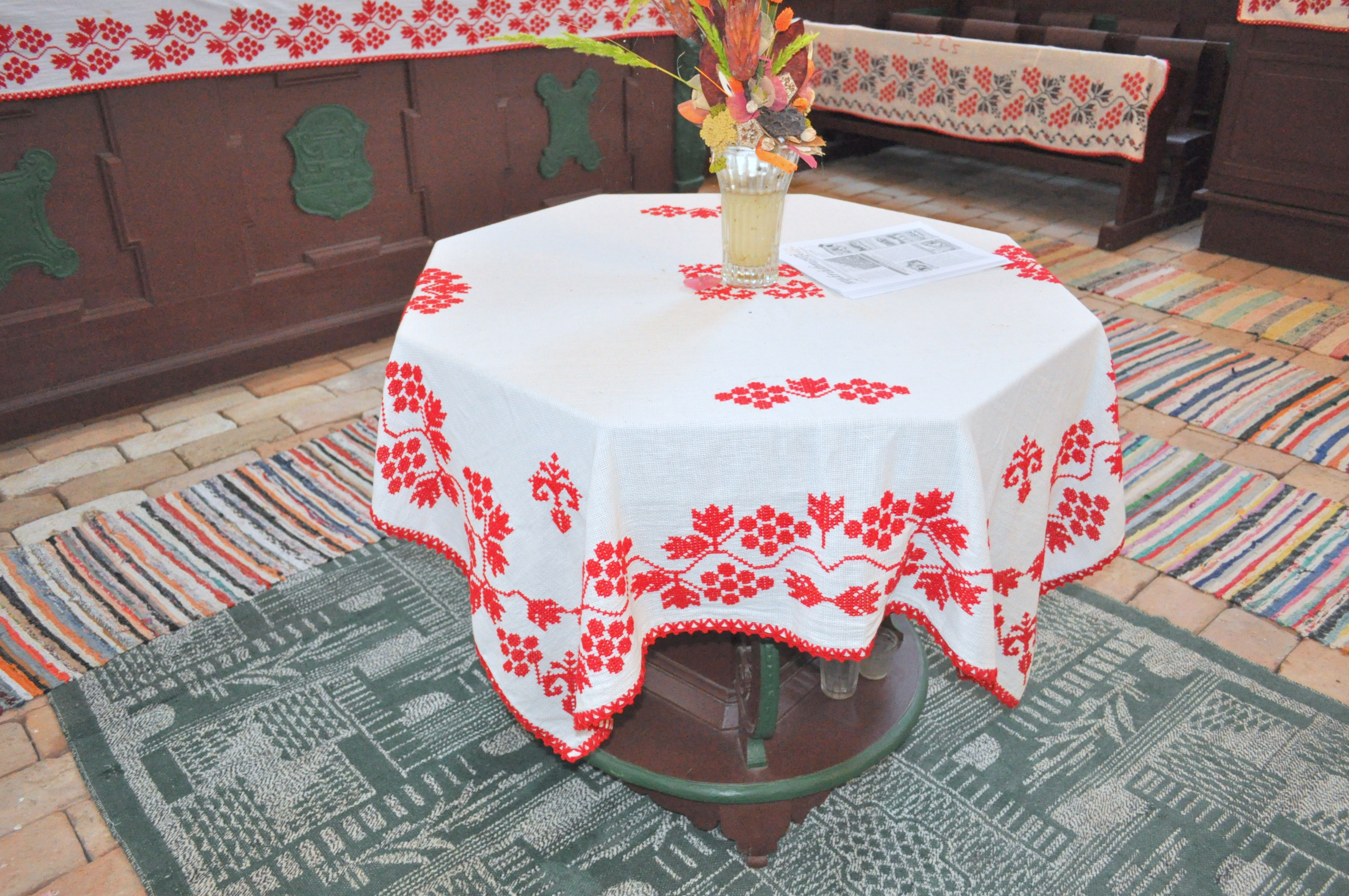
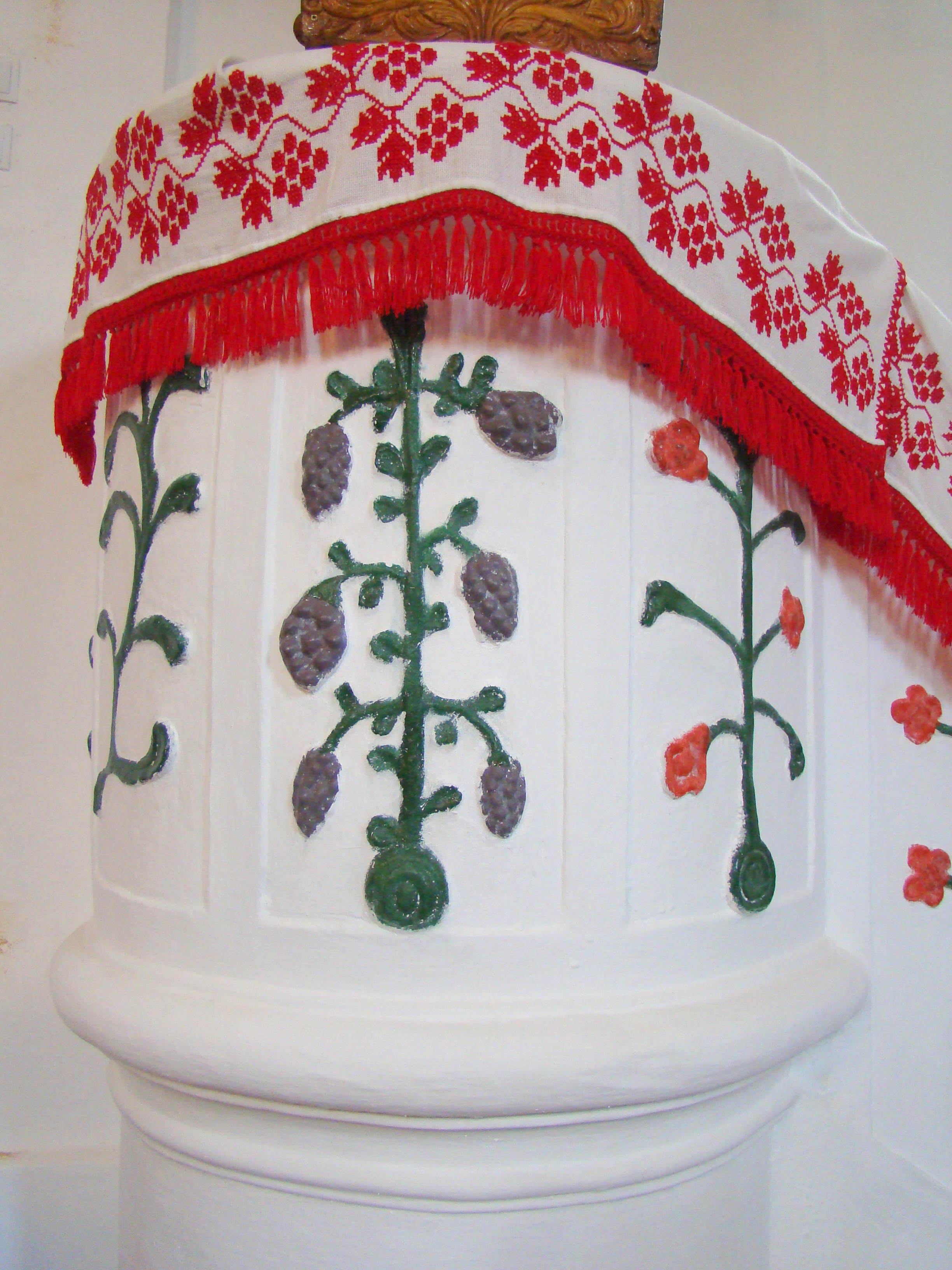
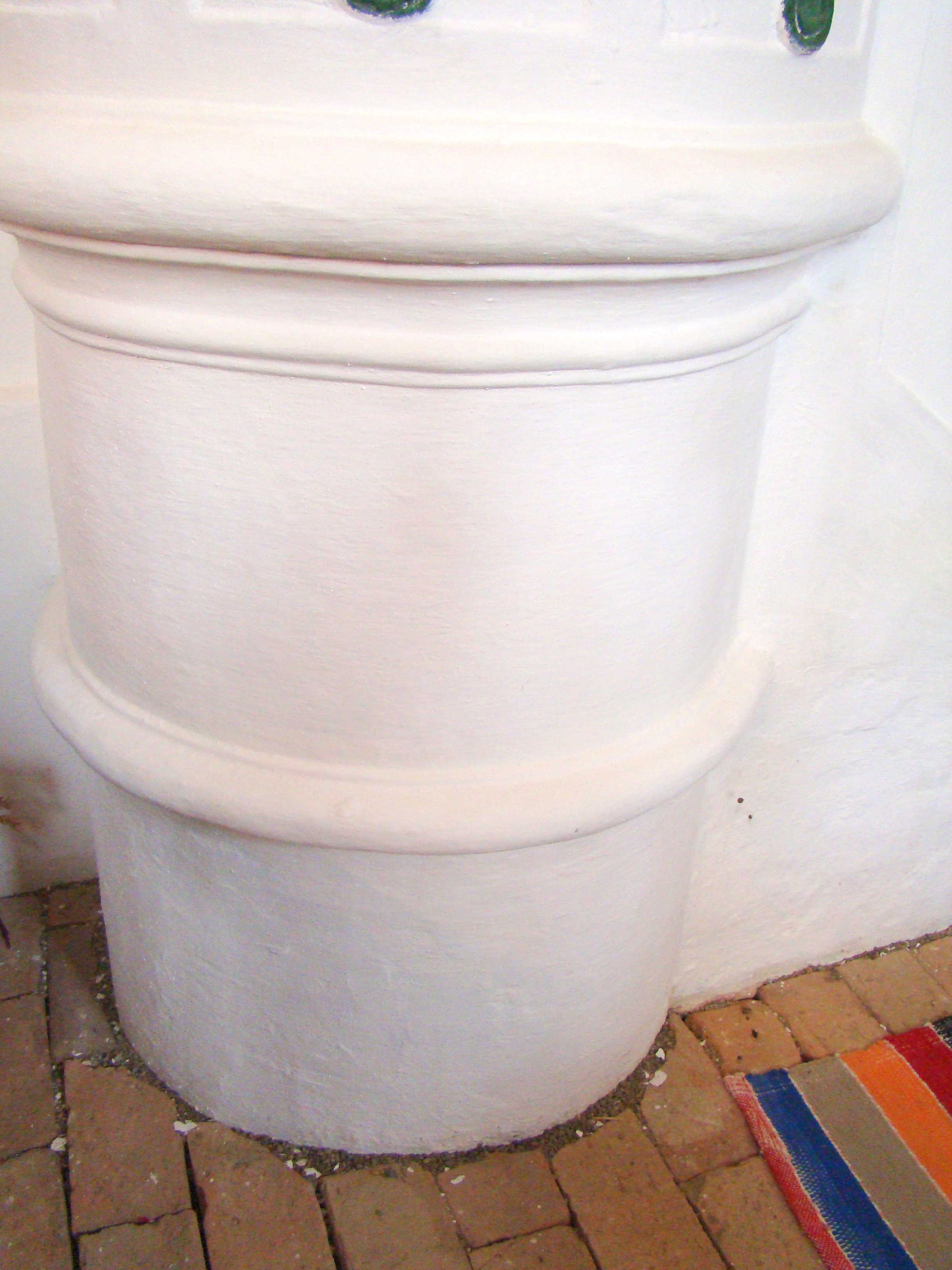
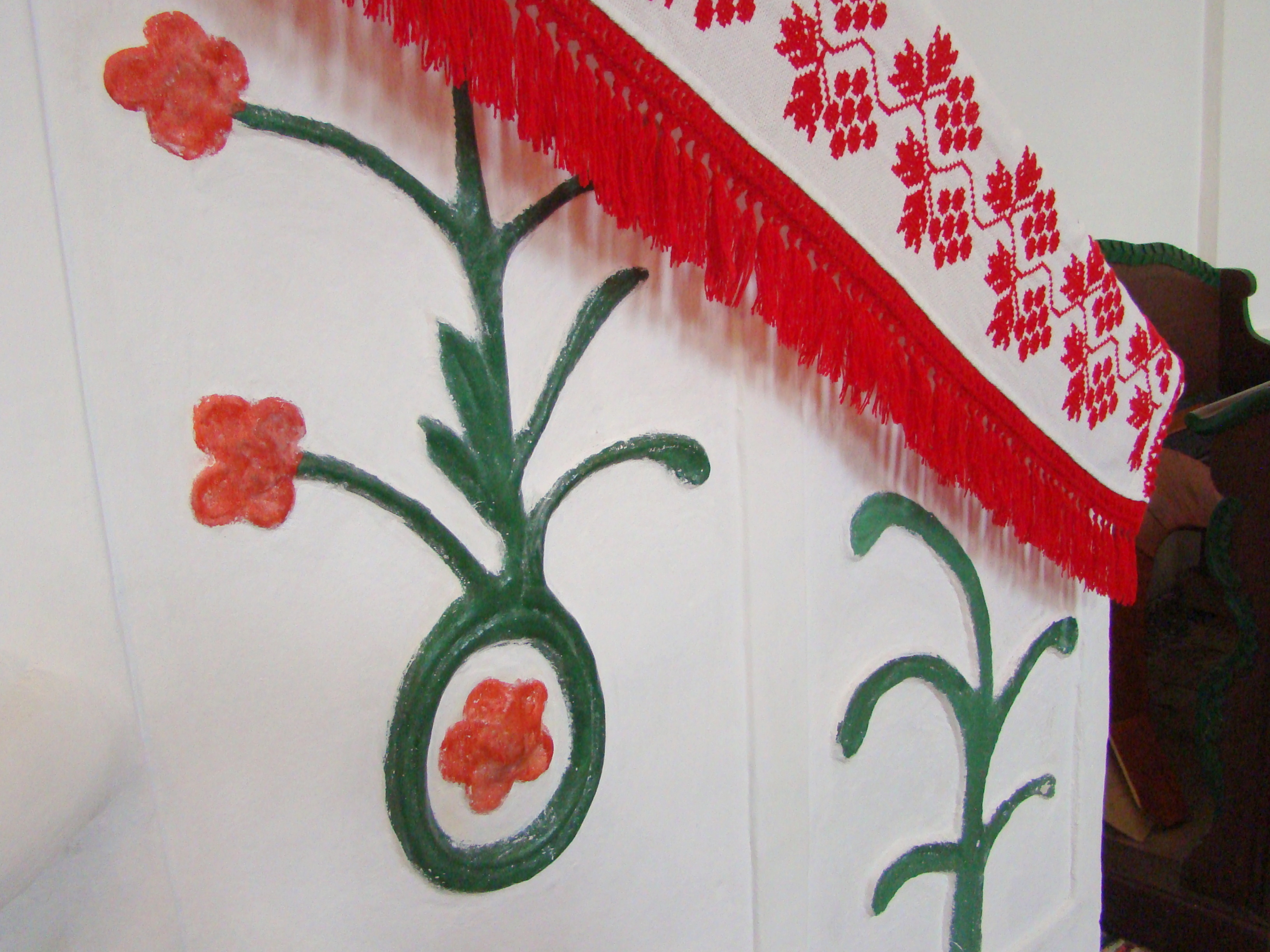
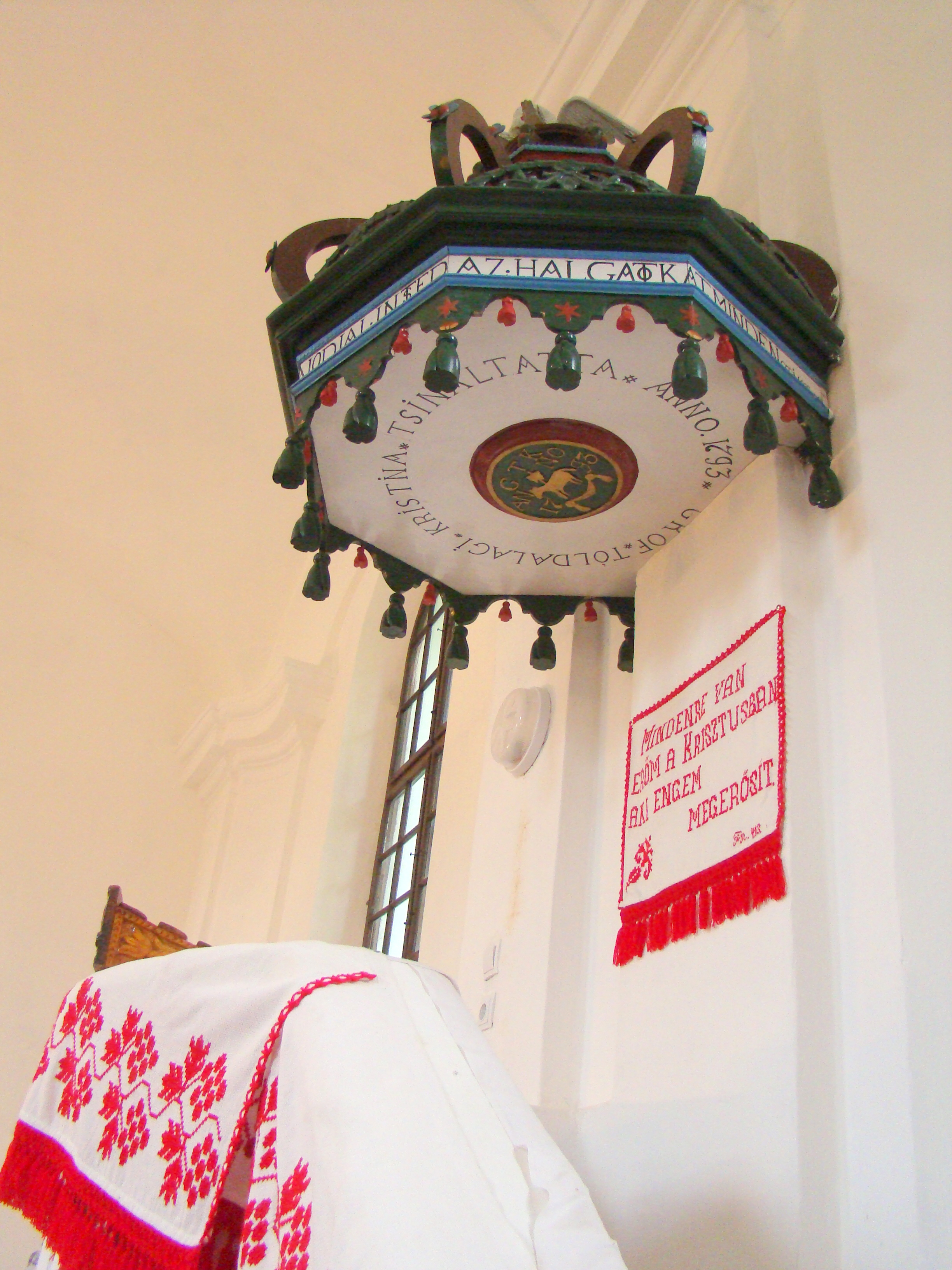
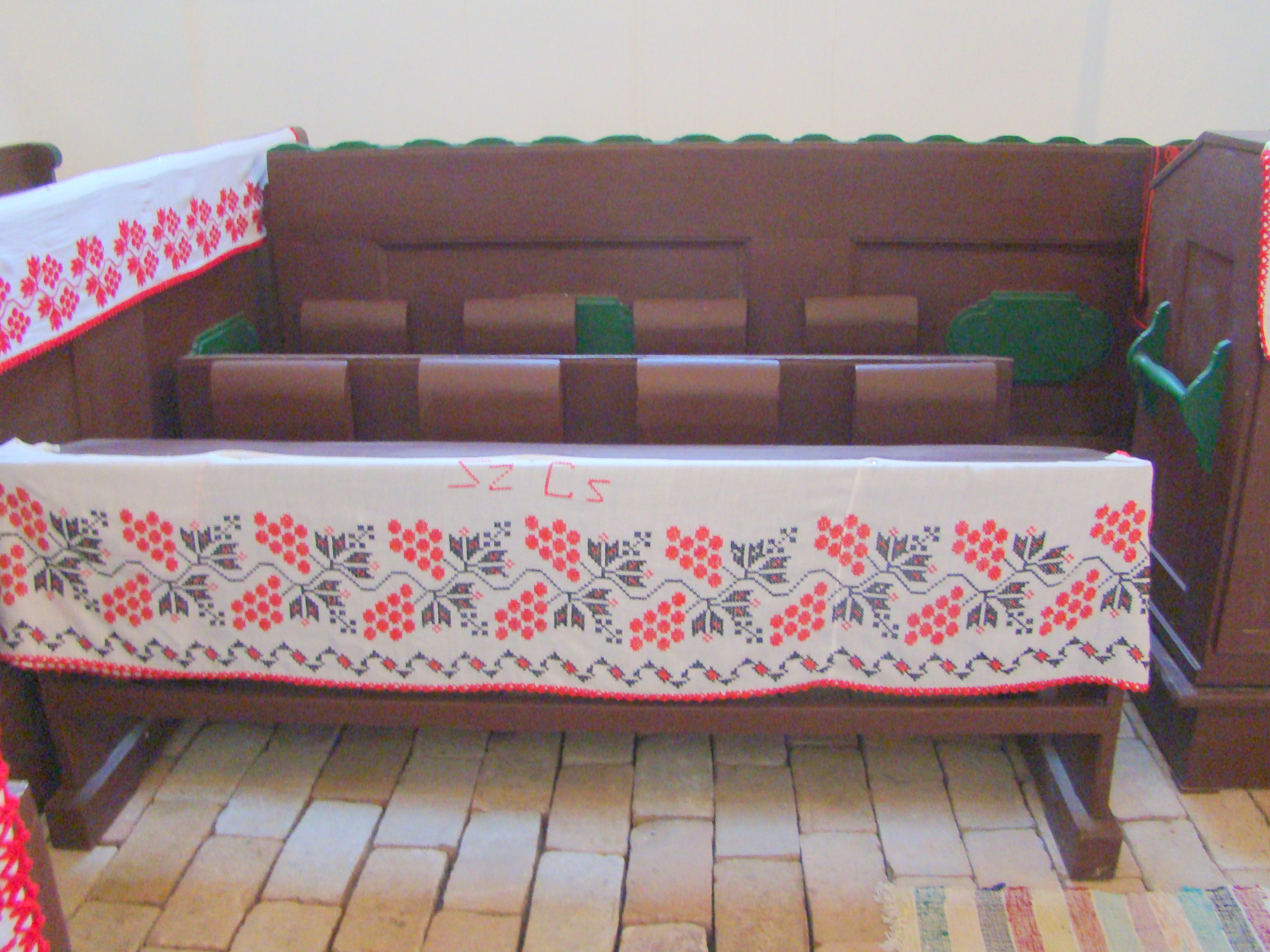
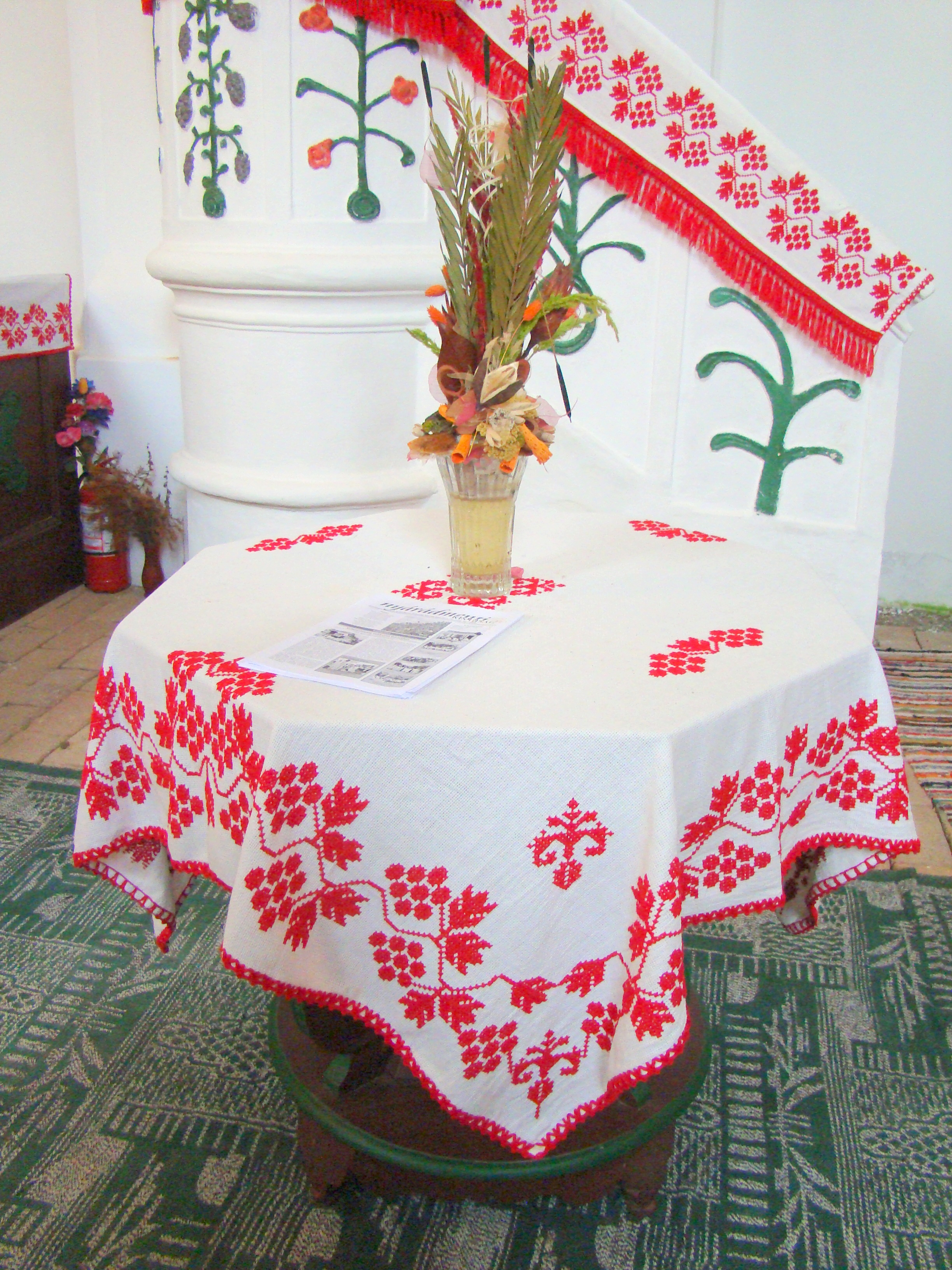
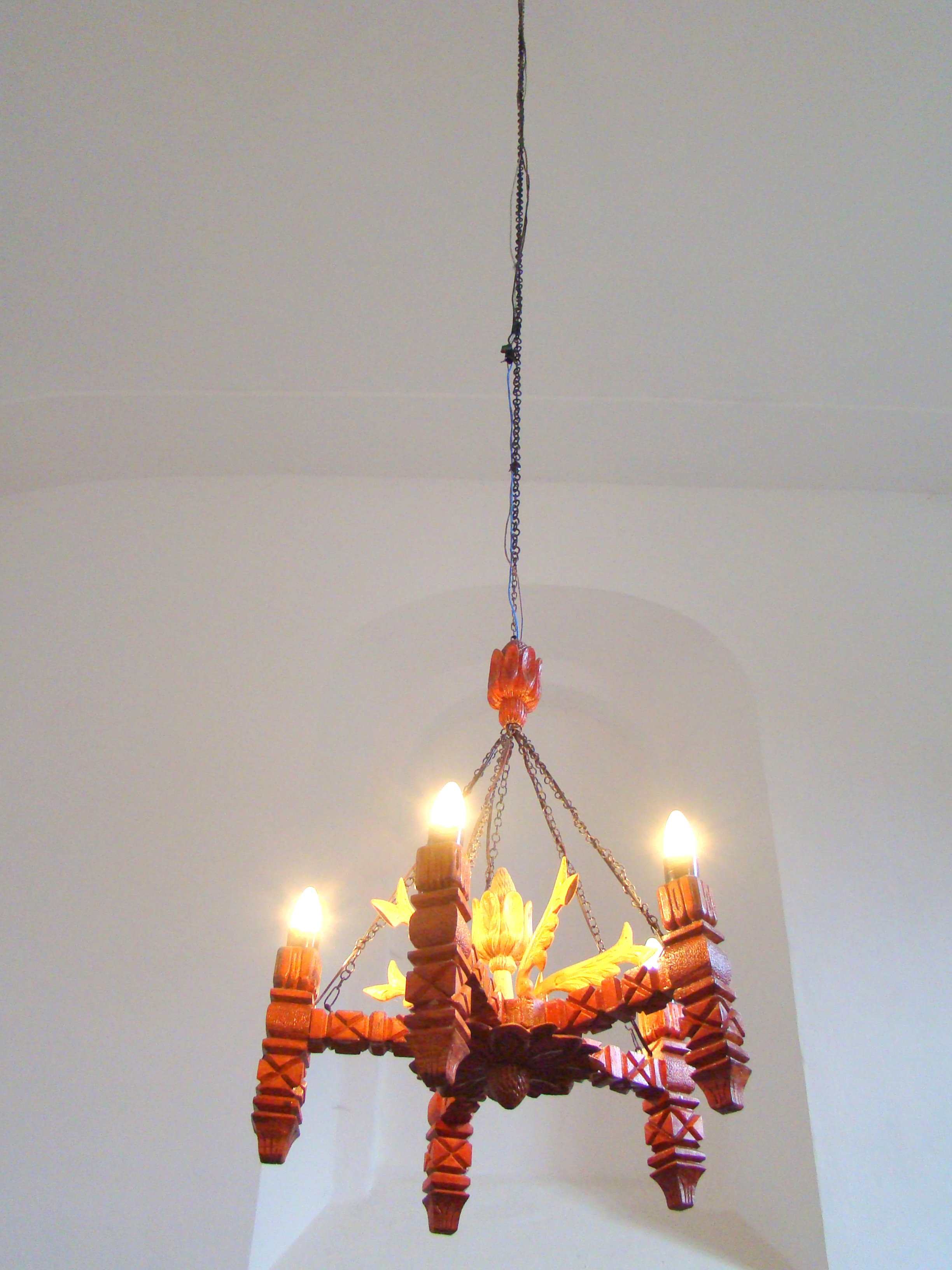
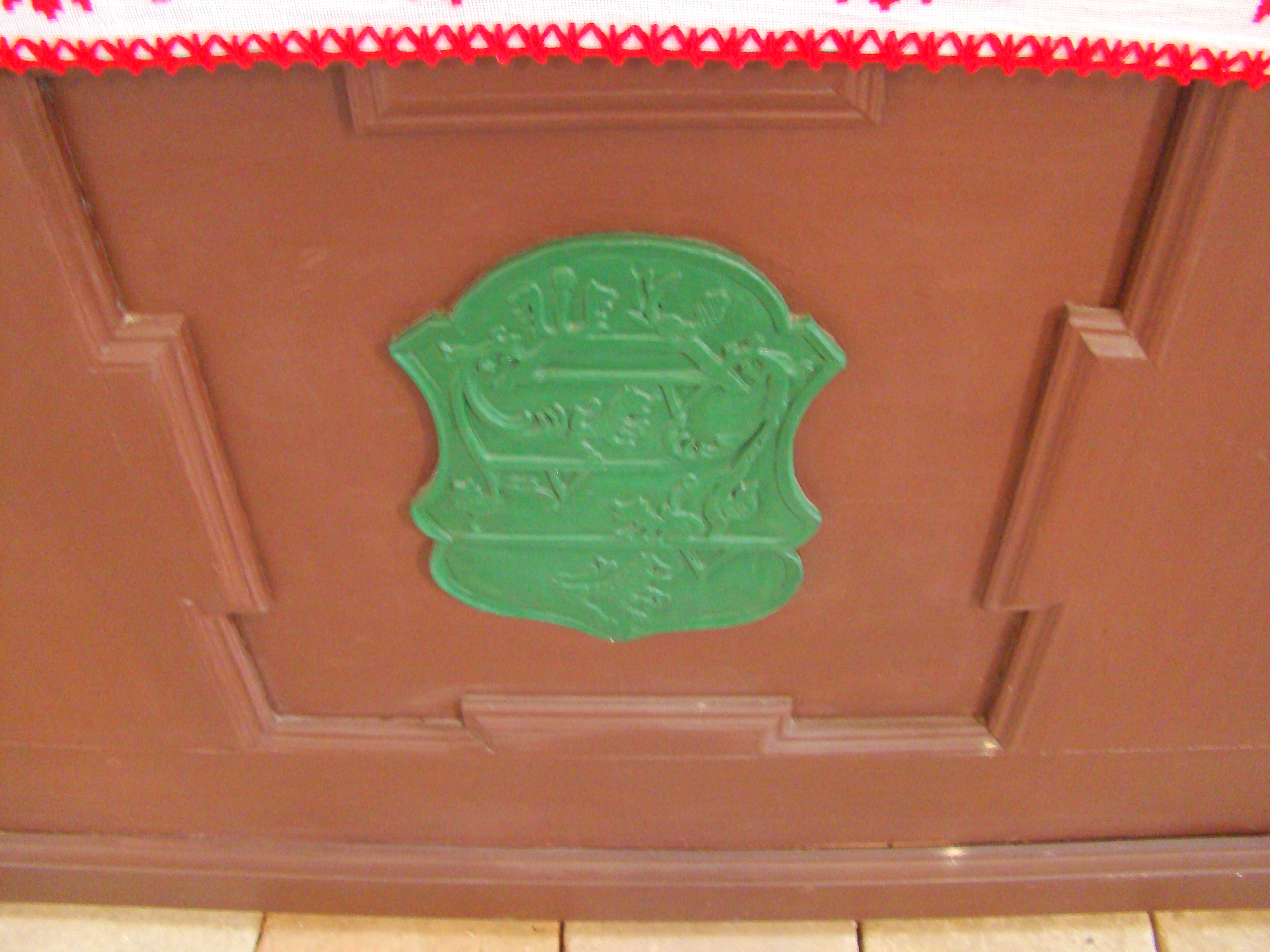
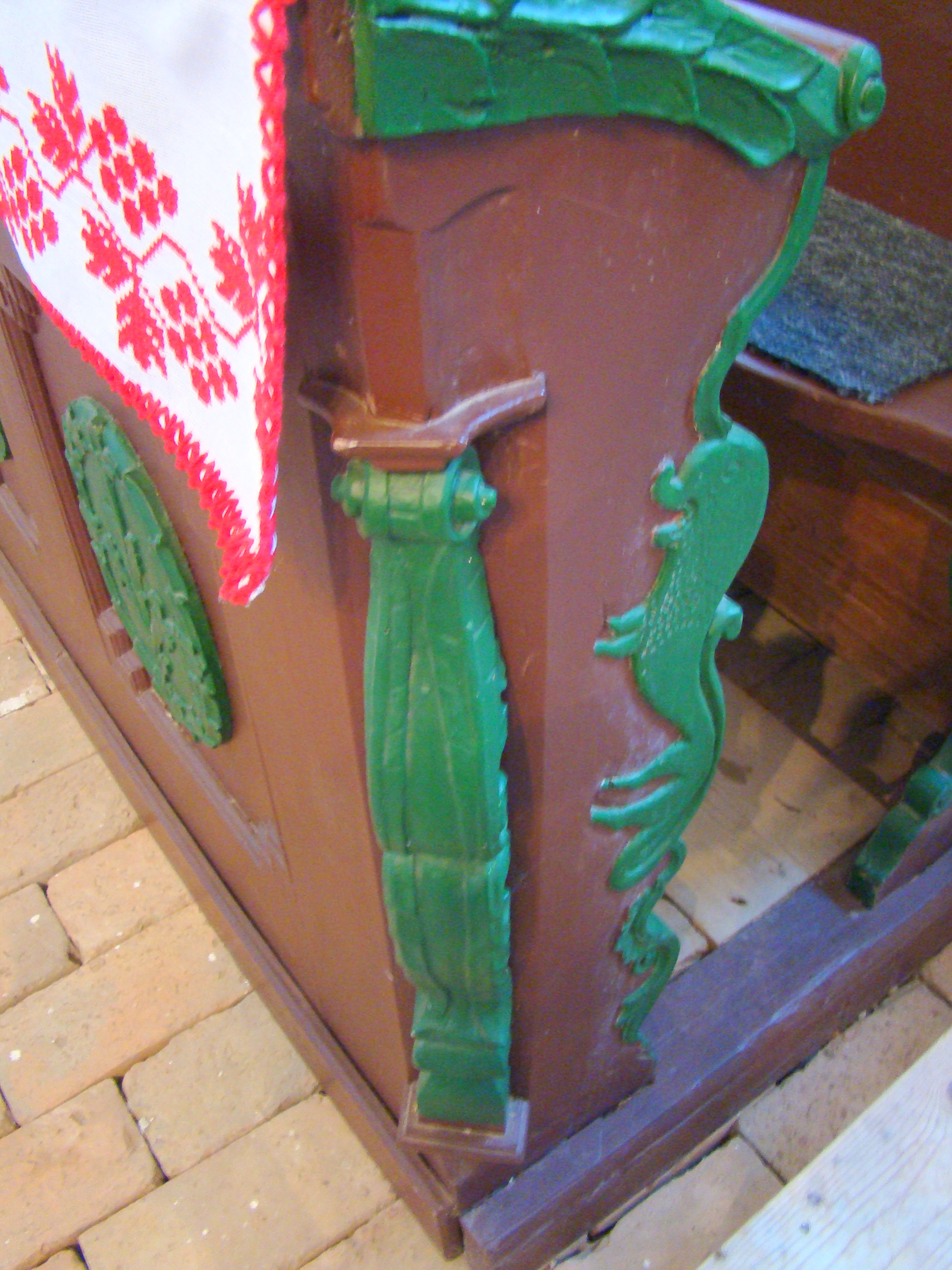
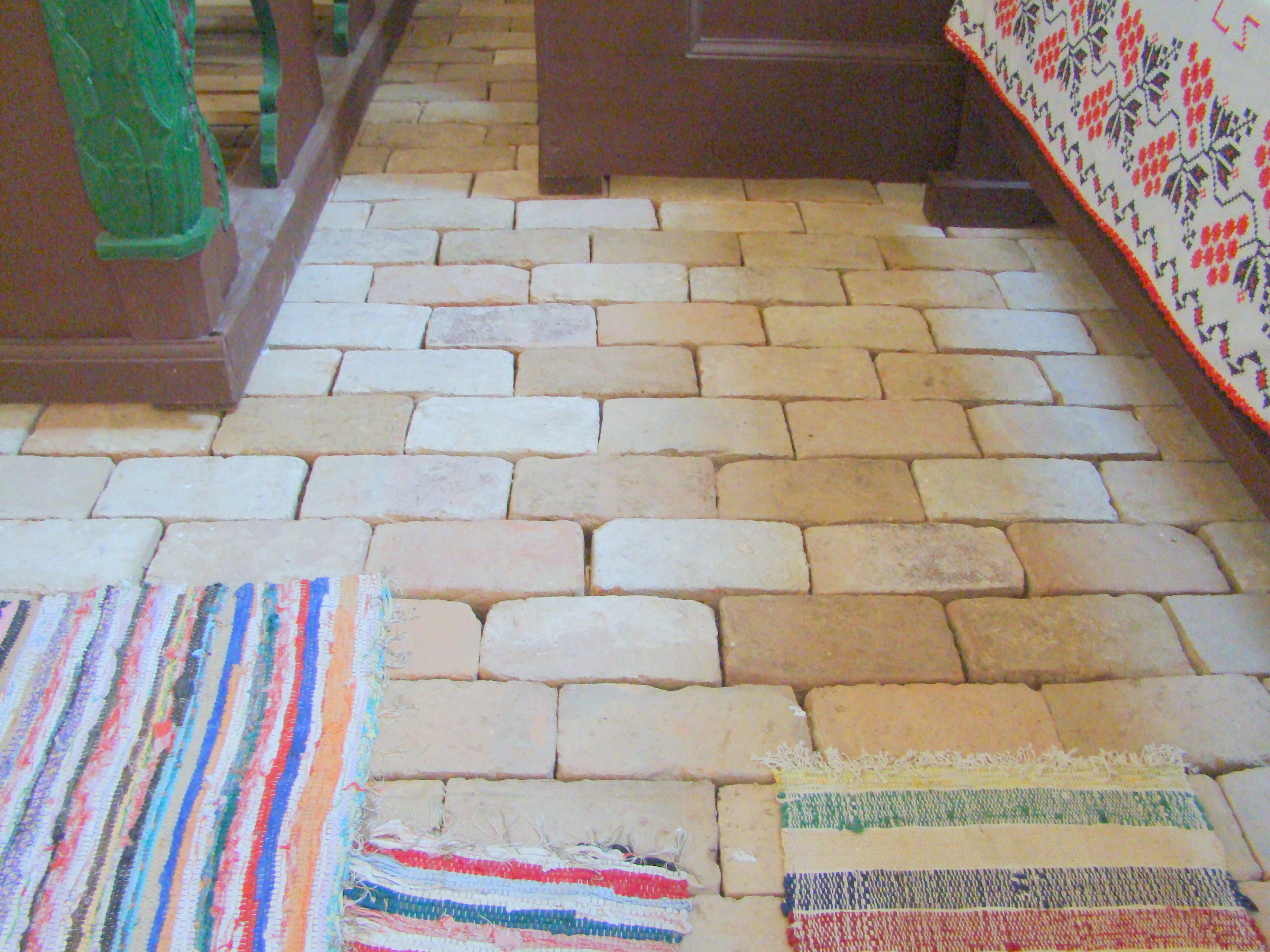
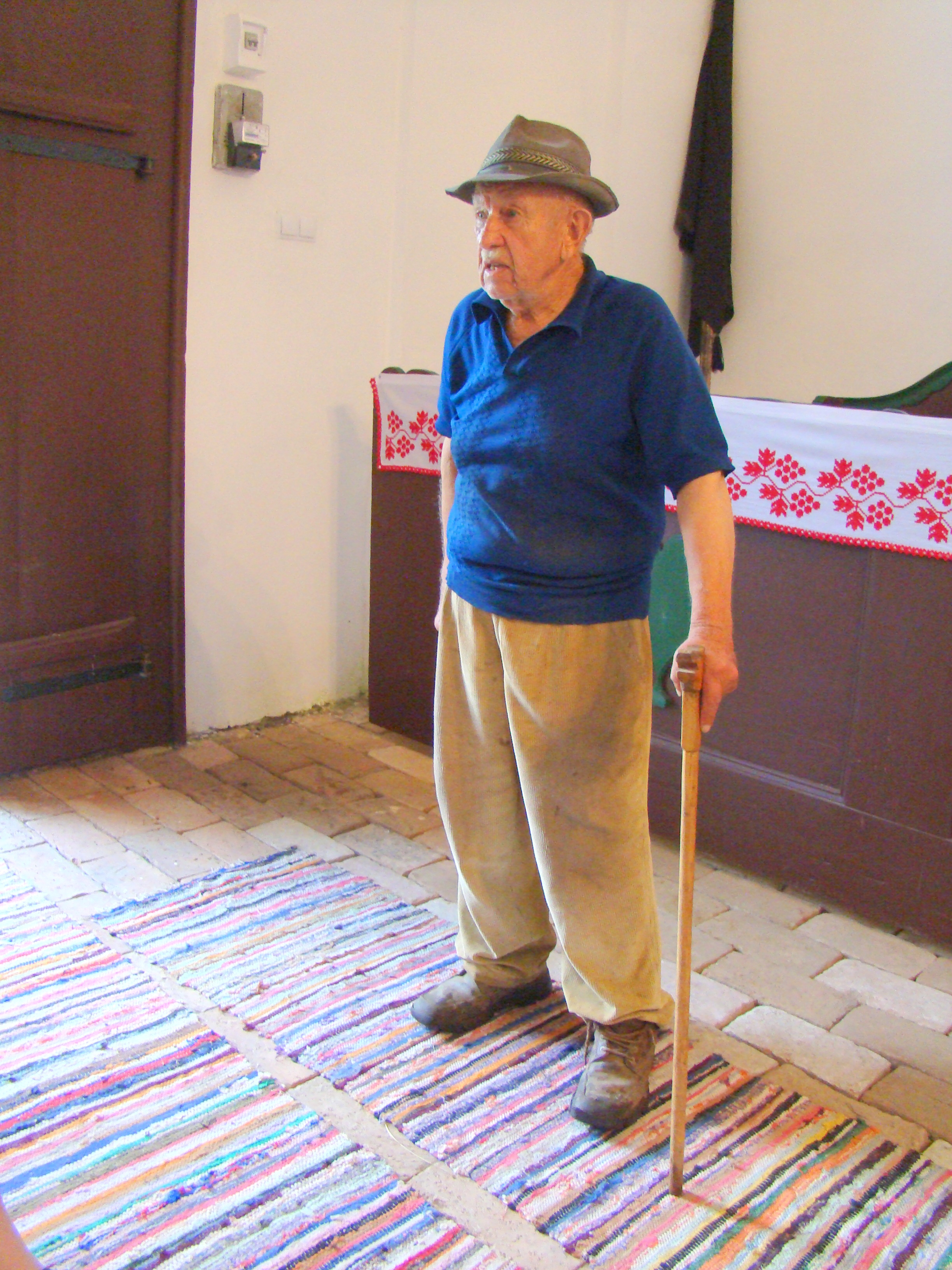
Clopotarul bisericii reformate din satul Moșuni: Zsido Arpad